# 美心食品
美心食品有限公司（英文：Maxim's Caterers Limited，簡稱美心）由祖籍廣東台山的旅美華僑商人兄弟伍舜德及伍沾德創辦，是一家總部位於香港的飲食集團。怡和洋行通过其下子公司牛奶國際持有50%股份，但決策權仍由伍氏家族擁有。現今業務遍及香港、澳門、中国大陆、越南、泰國及新加坡等地。
美心於香港經營中菜、西菜、日菜、泰國菜、越南菜、快餐、西餅（美心西餅、東海堂），以及特許經營星巴克咖啡店、元氣壽司，以及為多間本地工商、教育等機構及醫院提供餐飲服務。美心的飲食服務還包括應節食品，如賀年糕品、端午粽子、臘腸臘味及中秋月餅等。
美心的宗旨是成為「三益公司」，即對僱員、顧客及僱主三方均有益處。
據獨立股評人David Webb推算，2018年美心收入達162億港元，佔2018年香港餐飲業總收益1,196億港元的七分一，即13.5%；並指出美心的規模較大家樂及大快活加起來更大。
始創於法國巴黎的馬克西姆餐廳（Maxim's de Paris）、澳門美心餅店有限公司和加拿大溫哥華的Maxim Bakery & Restaurant與香港美心食品有限公司並無業務關係。

## 歷史

### 伍氏兄弟創業

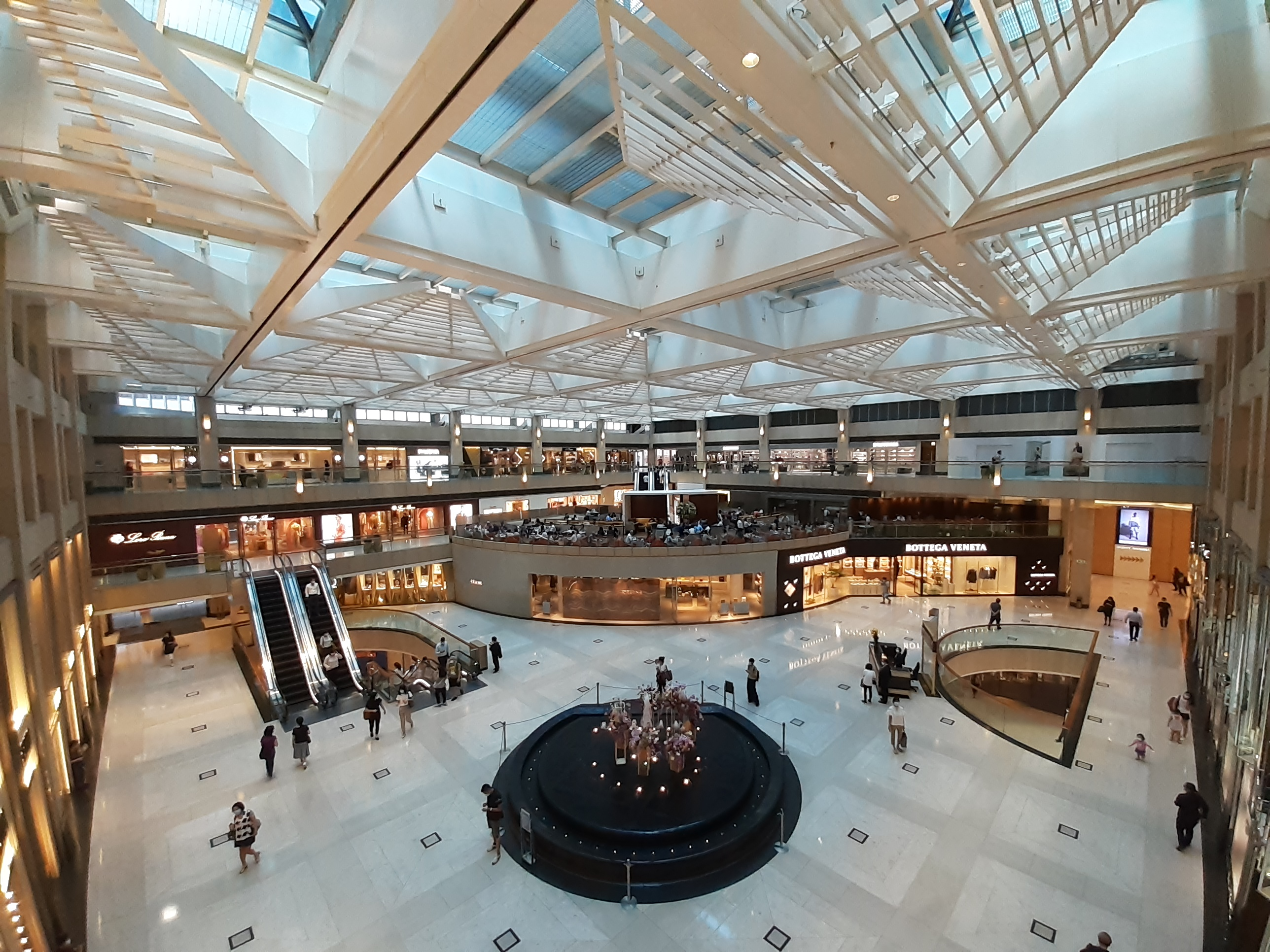
美心餐廳原址現已成為置地廣場中庭

1956年，原本替老牌華資財團陸海通管理皇后戲院的伍舜德、伍沾德兄弟因在中環皇后大道中8號的新巴黎餐廳（Cafe de Paris）用饍的不愉快經歷而萌生經營西式餐廳的念頭，於是在中環德輔道中連卡佛大廈頂下俗稱「聰明人餐廳」的威士文餐廳（Cafe Wiseman），開設美心首間西式餐廳 -「美心餐廳」，以夜總會型式經營，不時舉辦大型節目，為當時名人必到場所，奠定其飲食業的基礎。伍氏兄弟在籌備創立餐廳的過程中花了很大心思。一如新巴黎餐廳那樣，在餐廳內開闢舞池，並請來樂隊現場演奏；在食物及服務品質方面，既請來富經驗的法國西廚，又特別注重食物的新鮮和品質；至於侍應殷勤有禮、熱情待客的服務態度，更是曾經受過不禮貌對待的伍氏兄弟最為注重的一環。伍沾德憶起，1950年代的香港西餐廳就像外國的餐廳一樣，沒有供應熱茶，但美心餐廳一見到中國人，便會奉上一杯熱茶，因為中國客人不會希罕一杯冷開水。另外，當年的西餐廳，桌上最多只放一盒火柴，而美心餐廳則安排每個侍應都帶備打火機，一見客人點煙，便趨前詢問是否需要幫忙，於是客人都很高興。另外，餐廳開業早期，已聘請不少外國演藝者駐場，以作招徠。
1963年，香港希爾頓酒店和文華酒店相繼在中環開業並設有西餐夜總會，原本在中環開設高檔西餐夜總會的美心集團，無論在裝潢、聘用的歌星等各方面都無法競爭，於是決定結業轉型開設咖啡店。

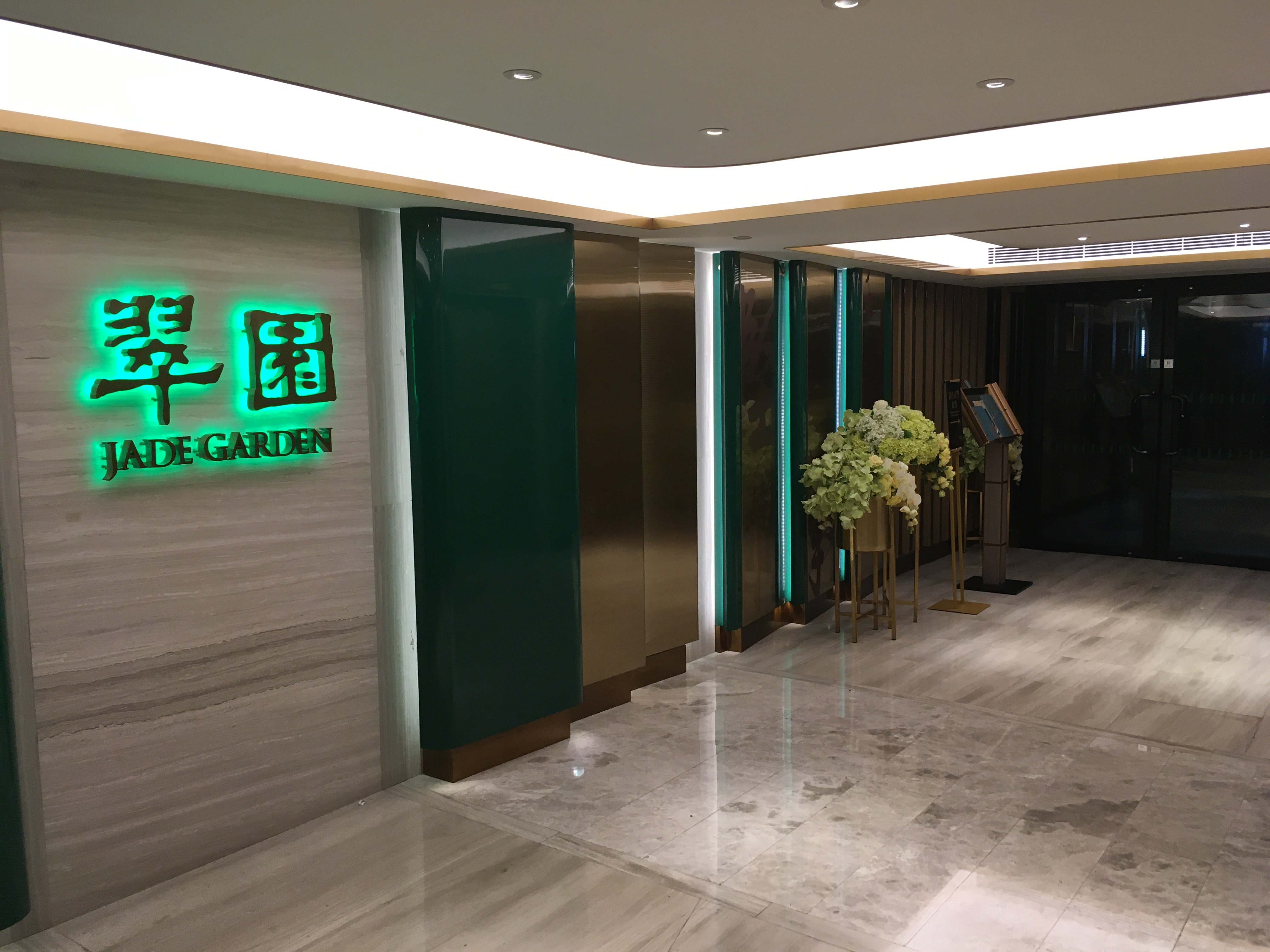
星光行翠園自1971年起營業至今

1966年，海運大廈落成，首家美心咖啡室Maxim's Boulevard在此開設，設有法國菜餐廳和英式美人魚酒吧。後來又有西餅售賣，為「美心西餅」的雛型。美心轉型為咖啡餐廳後，兩年內開設了20間咖啡餐廳。
1969年，香港食品有限公司已分別在電話大廈、海運大廈、太子行、聯邦大廈和國際大廈開設美心餐廳。
1970年，美心委派伍淑清及王錫良以翠園的旗號參與大阪世博會香港館（伍淑清擔任香港館飯店秘書兼宣傳大使），提供精美的點心，大受好評。
1971年3月2日，遂於尖沙咀星光行五樓（4/F）創辦美心首間粵菜酒家 — 翠園，由伍沾德任總經理、王錫良擔任主任廚師，引入嶄新的「中式食品、西式服務」管理，並於酒樓售賣西式糕點、取消搭檯。

### 怡和洋行入股
1972年，怡和洋行集團在牛奶公司收購戰中，伍舜德深得怡和時任董事會主席亨利凱瑟克（Henry Keswick）欣賞。兩個月後，怡和旗下的置地公司加入為美心股東，但決策權仍由伍氏家族擁有至今。隨即在置地旗下物業，如怡和大廈、置地廣塲、交易廣場、香港世貿中心等開設多間餐廳，得以迅速發展。
同年，首家美心快餐（現稱：美心MX）成立，並逐漸發展成為香港最大規模的港式快餐店之一。
翠園成功經營後，美心進一步於1970年代中後期開設多間北京樓，自此經營京川滬湘等外省菜酒樓。1980年代，又在置地廣場地庫開設「弁慶日本料理」，以及在怡和大廈地庫開設「桃山日本料理」兩間日本餐館（弁慶後來先後於原址改裝為賀菊日本料理及Kikusan，而桃山則改變為Miso）。
1980年，成立北京航空食品有限公司，為中苏民用航空股份公司等中苏合资企业1954年被赎回后第一間中外合資企業。

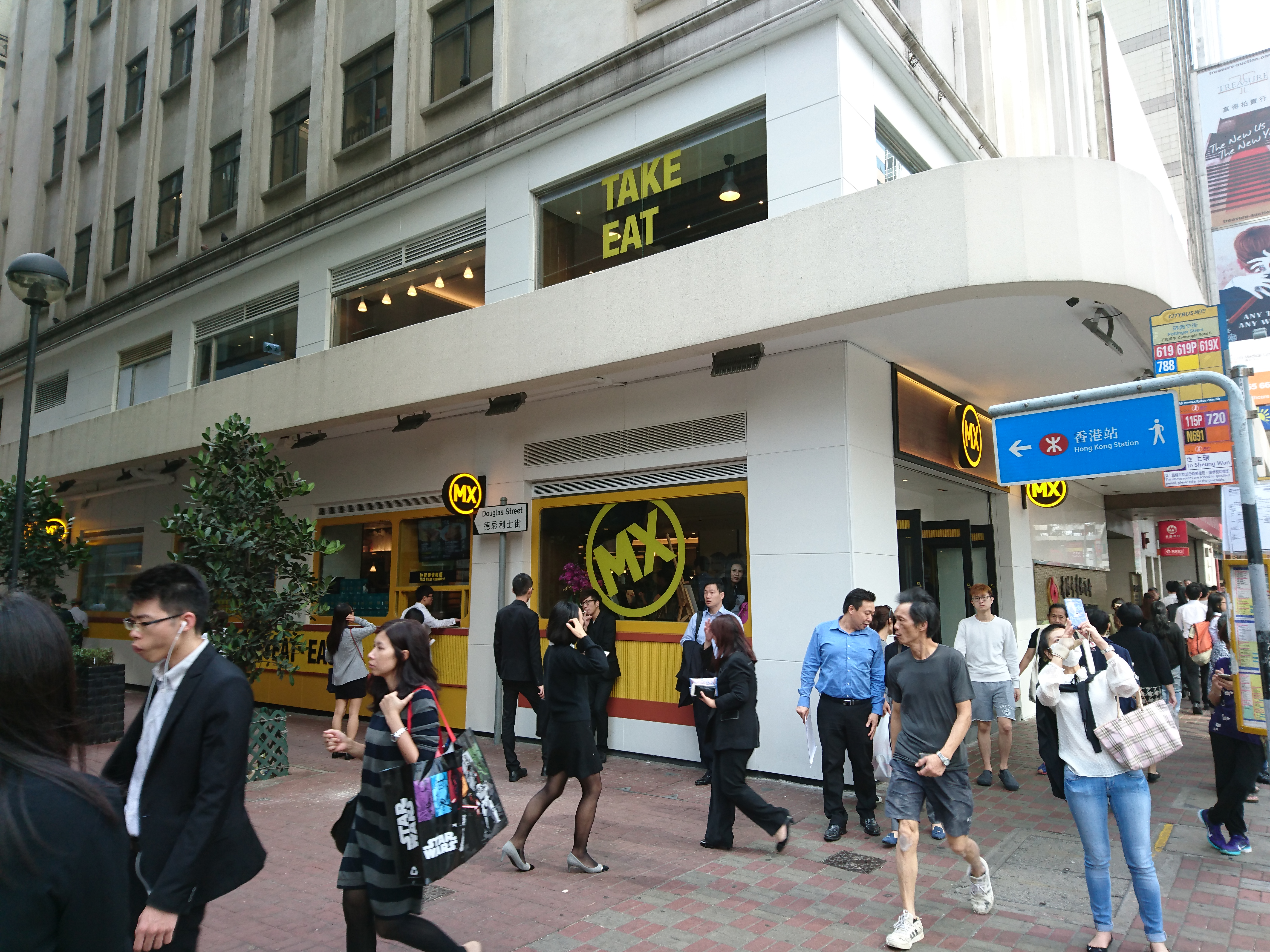
美心快餐中環德忌利士街分店
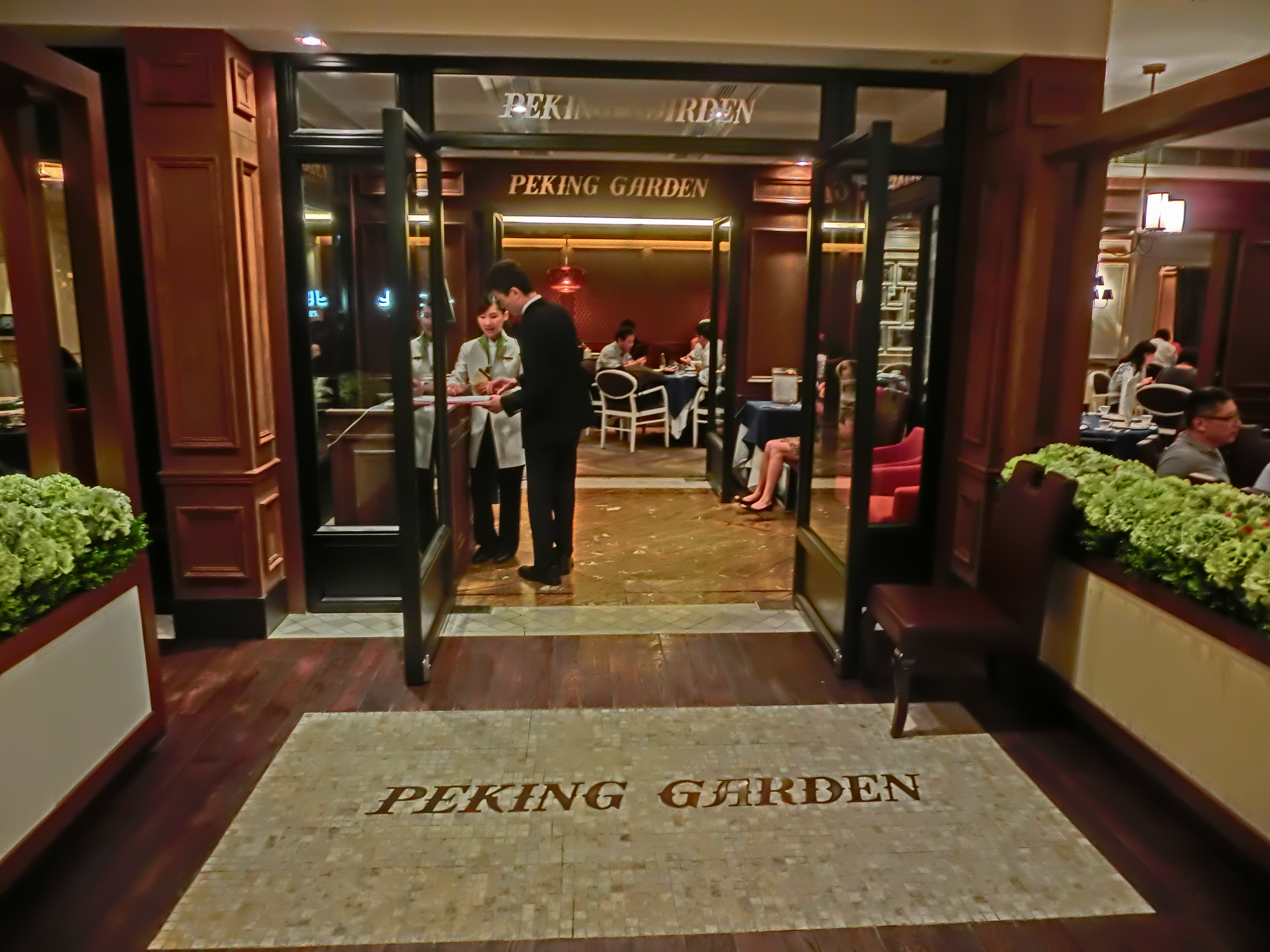
北京樓金鐘太古廣場分店
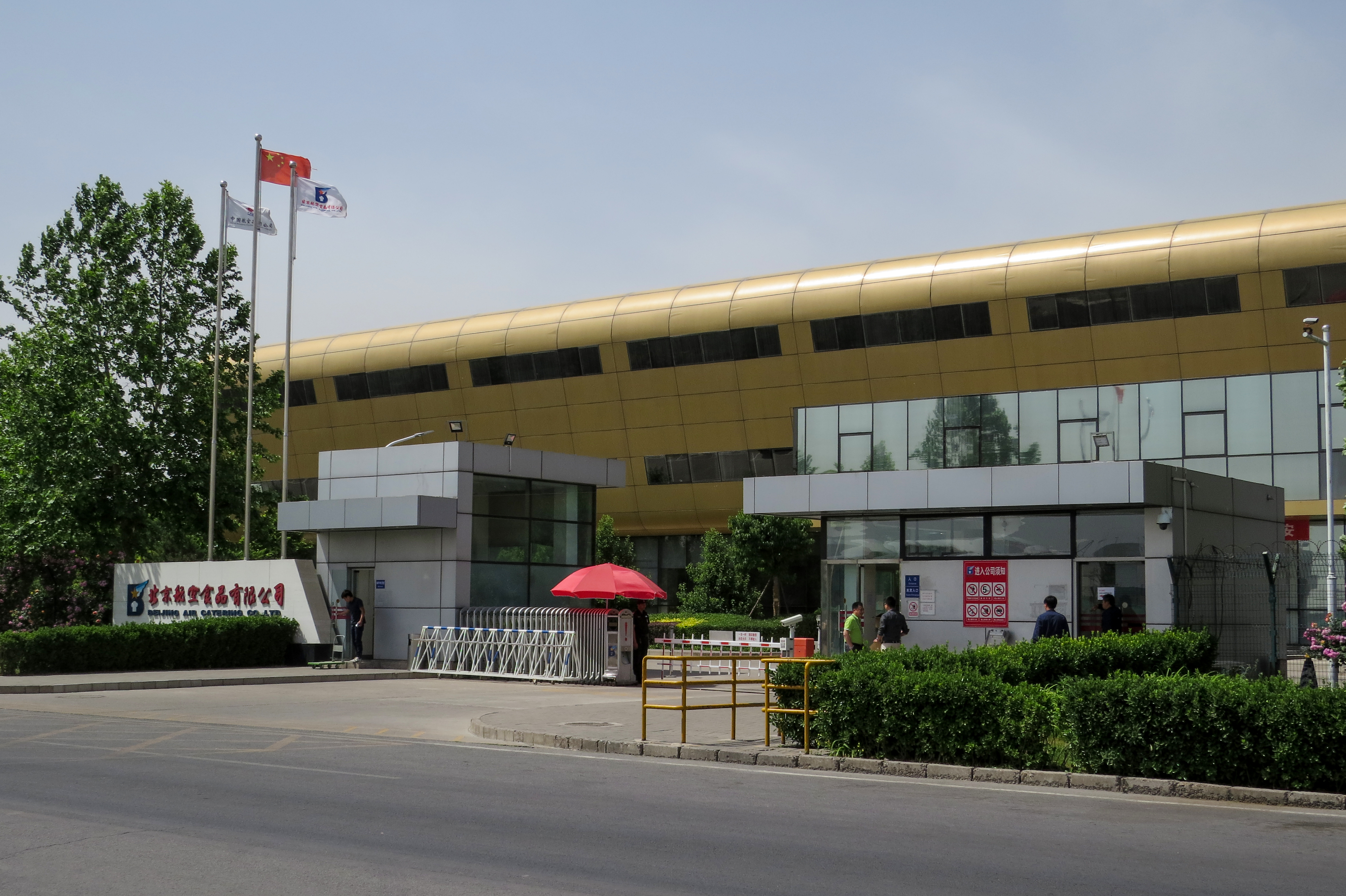
北京航空食品有限公司

### 拓展大眾市場
1970年代尾1980年代初期起，美心逐步從專攻高檔次飲食市場，擴展至大眾餐飲服務，先後開辦多間粵式酒樓，有美心大酒樓和美心皇宮大酒樓等，提供「一盅兩件」飲茶及飲宴服務。其後，美心又開設潮江春，開展經營潮州菜酒樓的業務。1982年，美心在香港地鐵（現稱港鐵）沿線各站開設多間美心西餅分店。1985年底，美心西餅設於鐵路沿綫的分店達33家，連同地鐵站以外的37家分店，是當時香港規模最大的西餅店。1988年，進駐九廣鐵路（港鐵東鐵綫）各個車站。
1986年，美心開始涉足月餅市場。美心月餅只有十萬盒，但推出數天已被搶購一空。伍氏兄弟大感振奮，自此美心大舉進軍月餅市場。
同年，怡和整体重组，改由透过其下子公司牛奶國際有限公司持有美心股權。
1991年5月 ，美心於北京朝陽區亮馬河商場開設首家內地餐館「北京翠園」。1993年，美心分別在廣州環市路及上海四川北路開設美心快餐店及美心餅店。1994年，美心再在廣州、佛山和上海開設合共4家快餐店及4家餅店。可惜中國市場業務出現虧損，最終撤出中國市場。

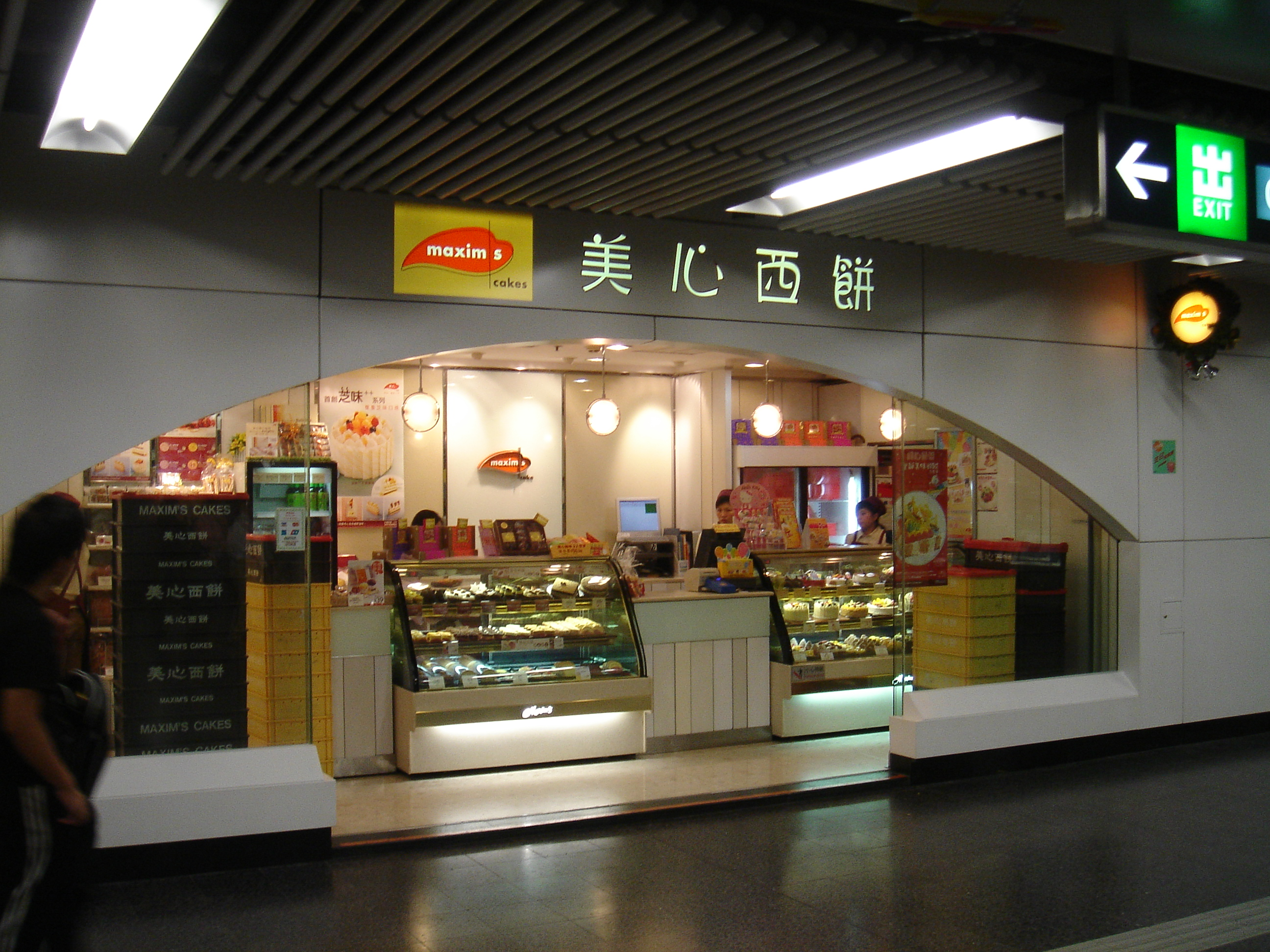
美心西餅尖沙咀港鐵站分店
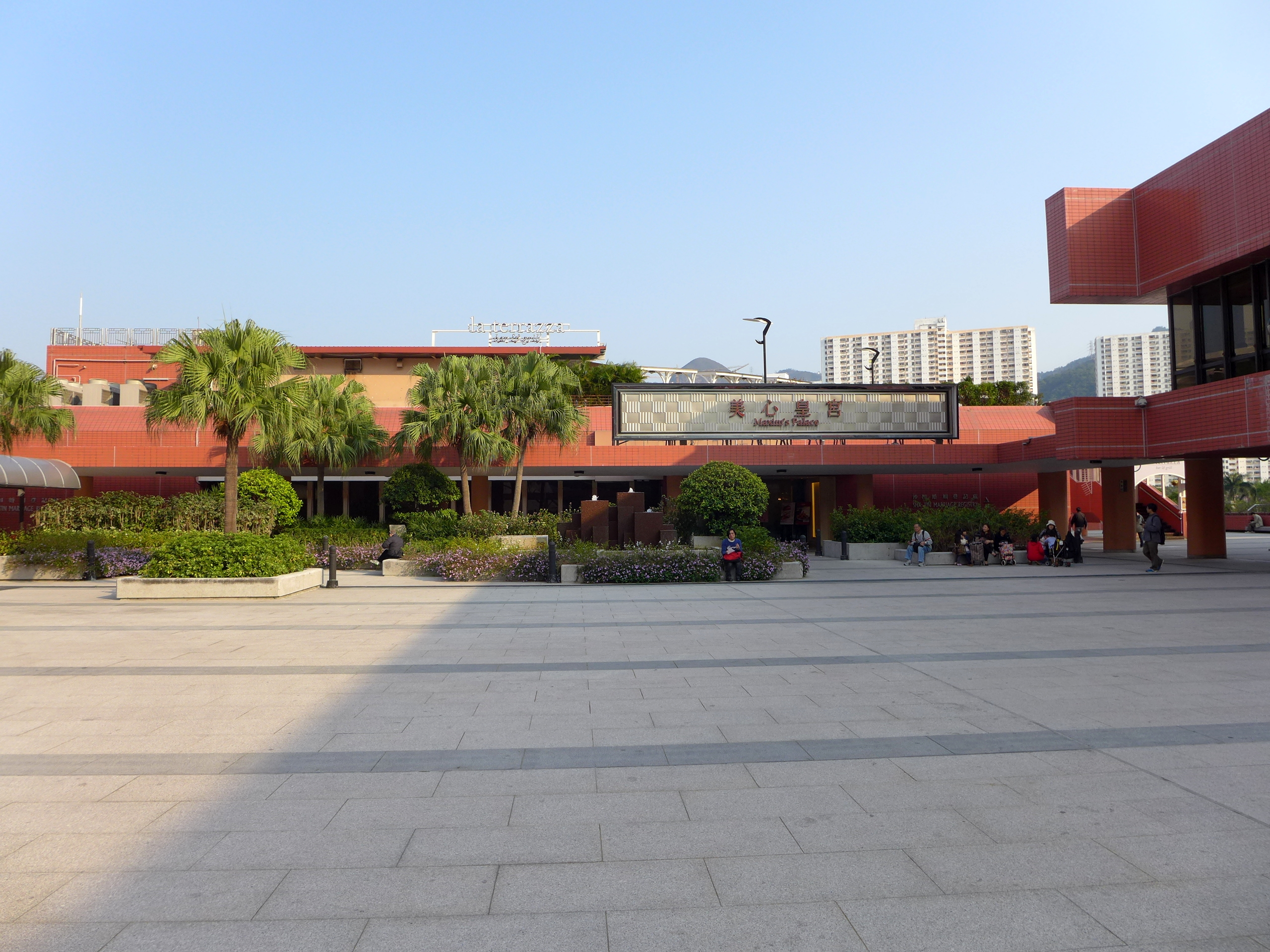
美心皇宮沙田分店
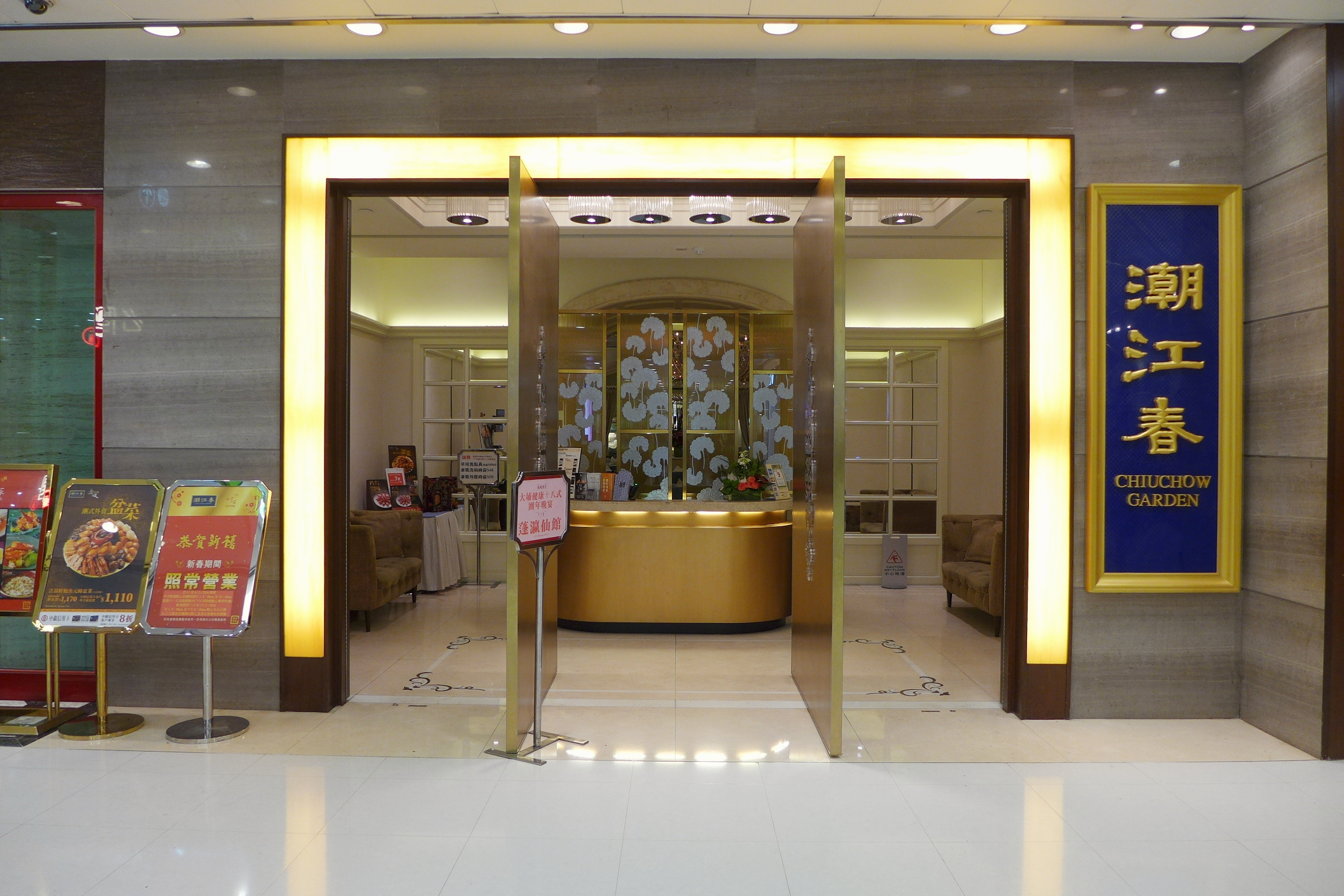
潮江春
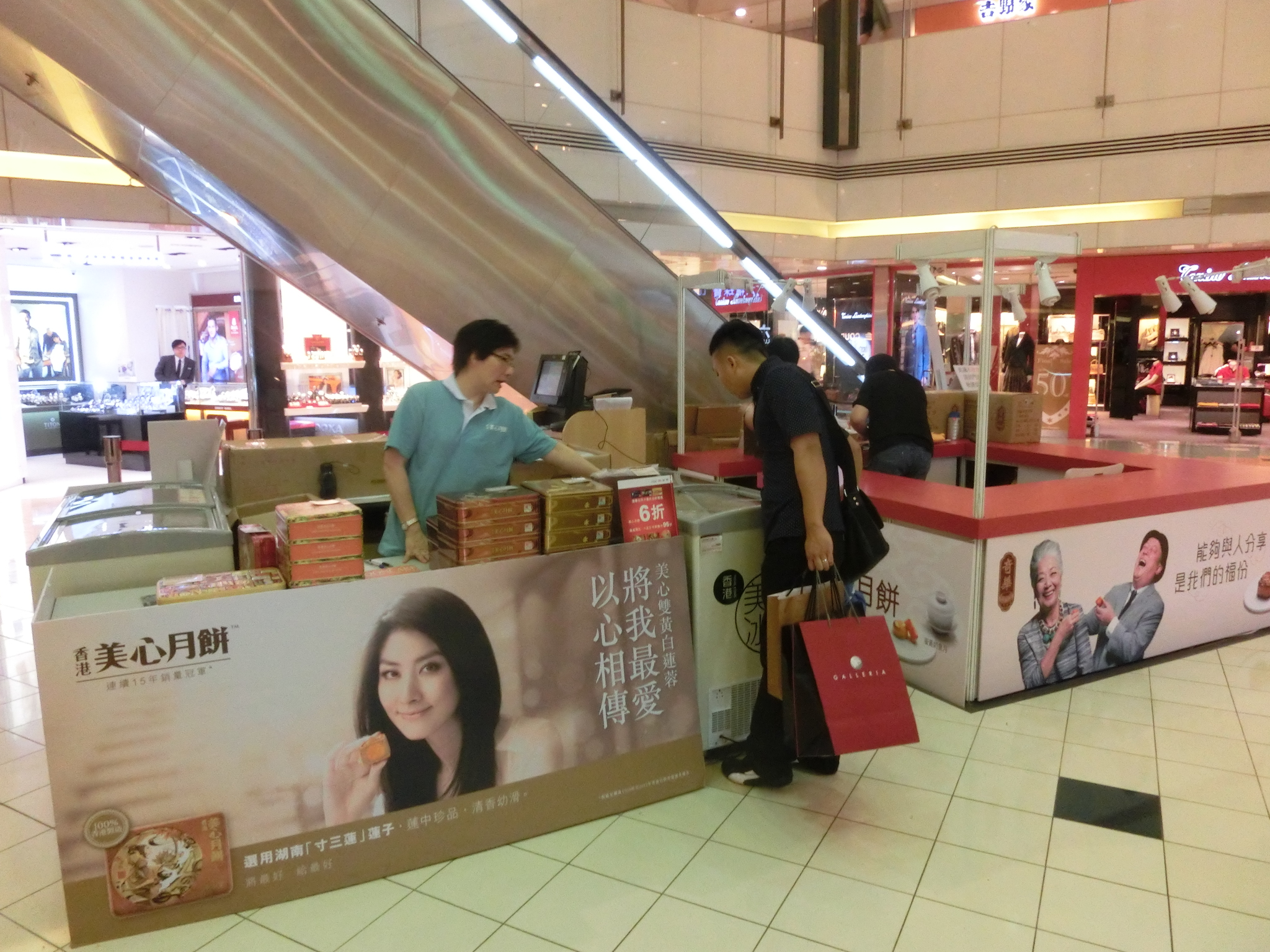
美心月餅

### 伍偉國接班掌舵

#### 發展時尚食肆品牌
1992年，伍舜德的長子嫡孫，伍家第三代伍偉國以21歲之齡，加入美心集團，當時美心旗下約有300間店。2000年，伍偉國接任美心董事總經理。早在1998年，伍偉國為推動美心發展新派餐廳系列而成立m.a.x. concepts，旗下品牌包括MAX、Cellini、Mecca、Thai Basil、eating plus等餐廳，為顧客提供獨特創新的菜式。另外，把以往的日本餐館改革為賀菊及Miso，創造新派日菜熱潮；並把多間中菜館翻新品牌，如翠玉軒、怡翠軒、川淮居等等。
2005年9月，香港迪士尼樂園開幕。在伍偉國主張之下，美心投下樂園內廣場餐廳及市集餅店的經營權。

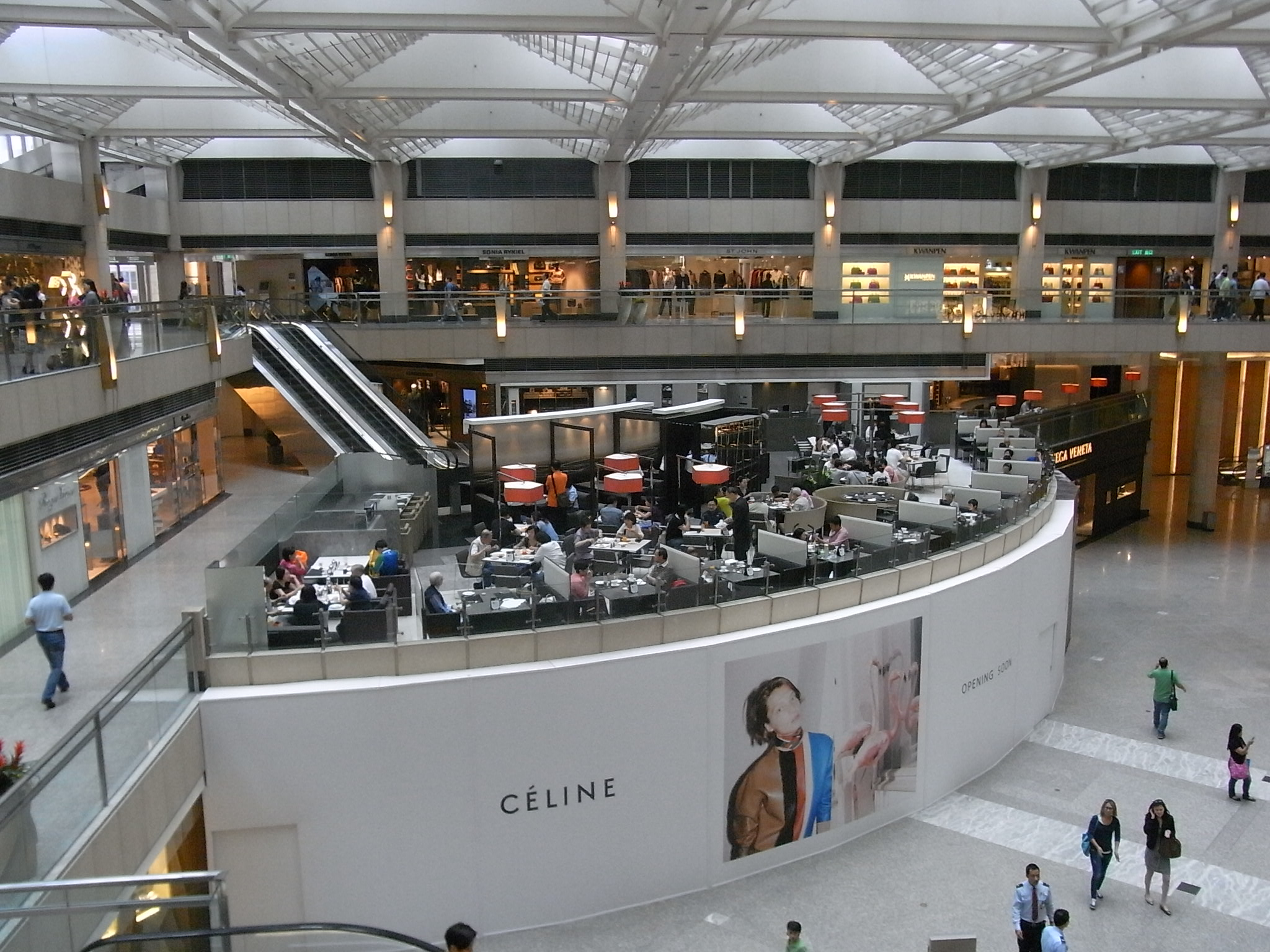
Cafe Landmark
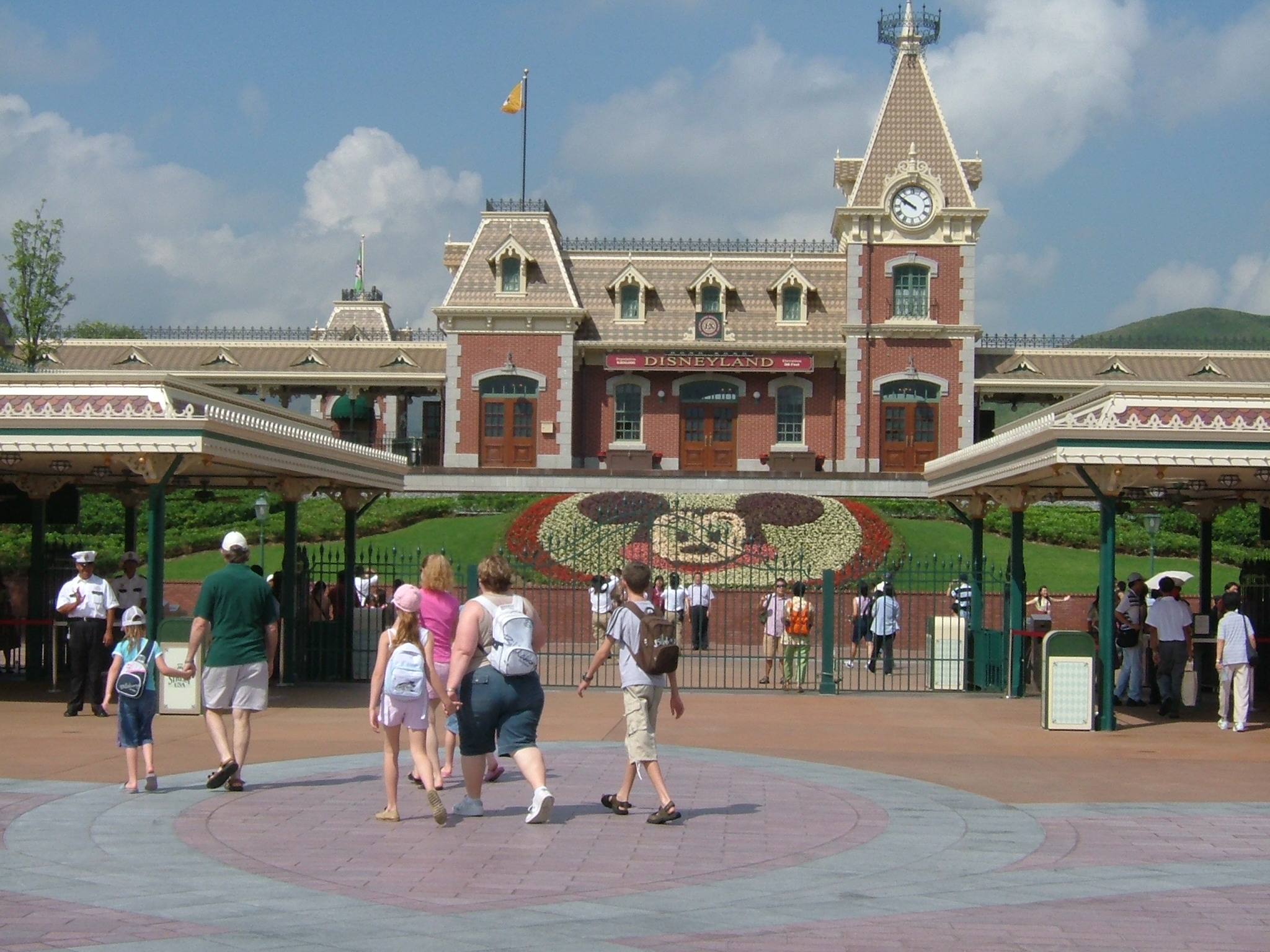
美心食品在香港迪士尼樂園開設餐廳和餅店
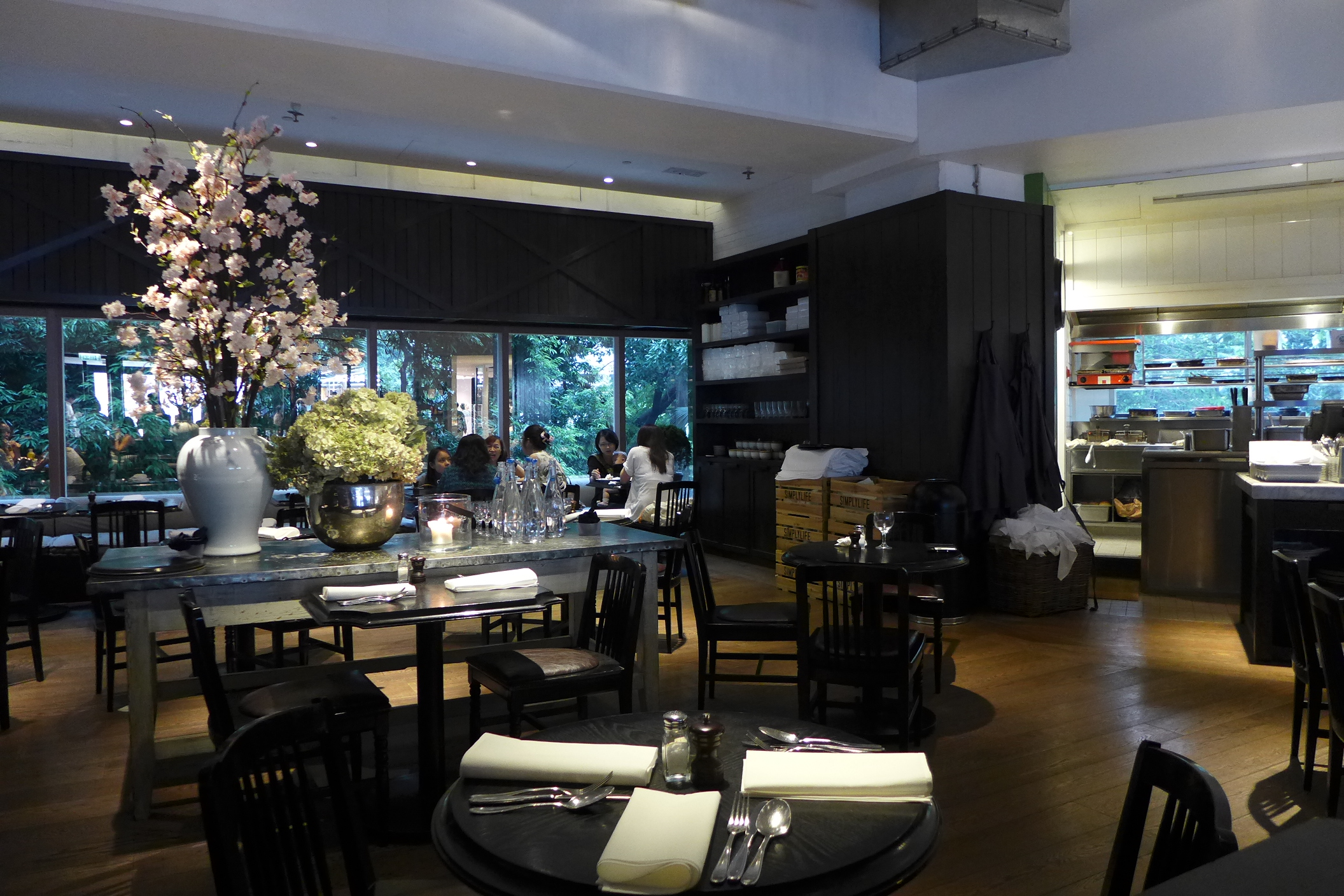
Simplylife Bakery Cafe金鐘廊分店
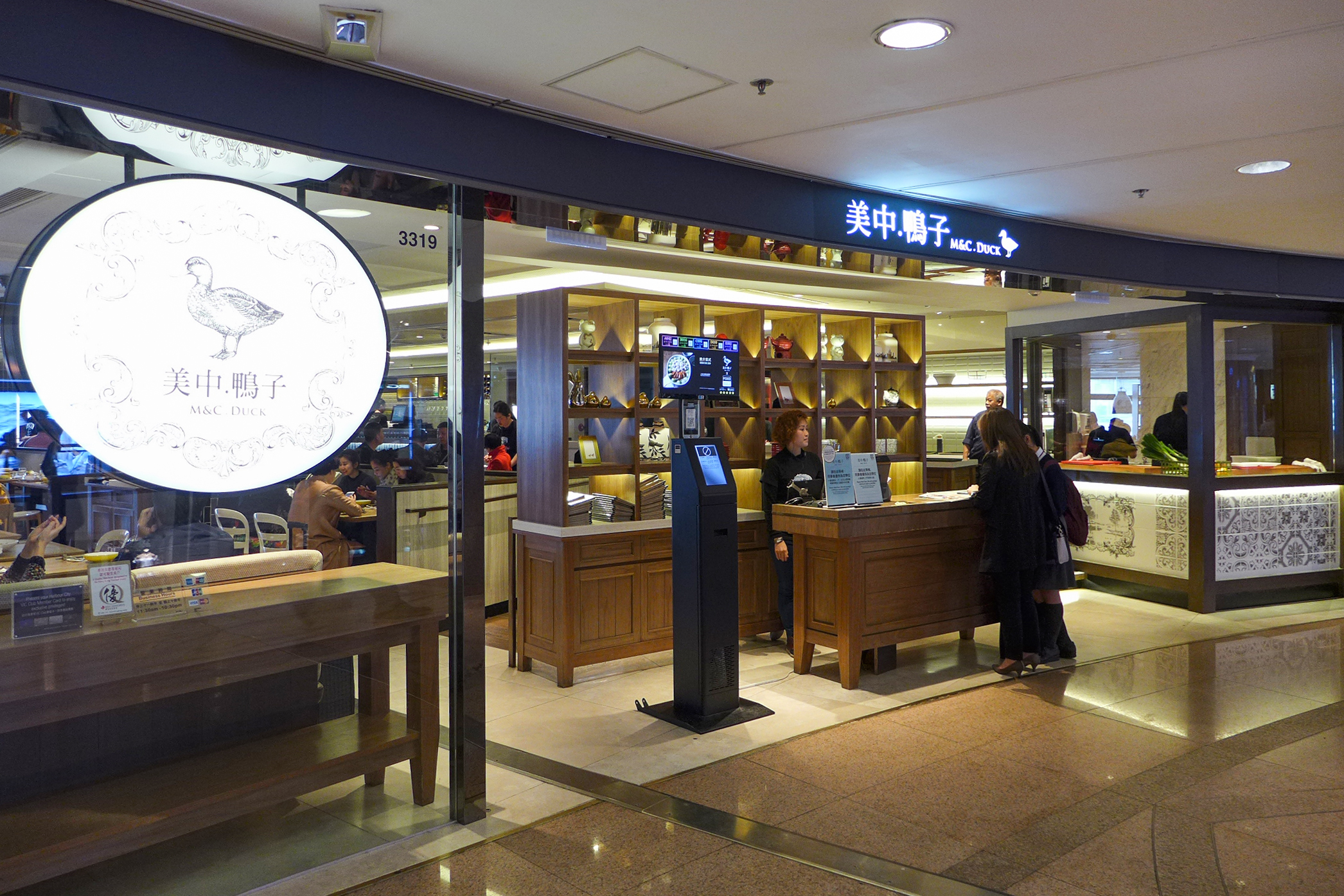
美中．鴨子港威商場分店
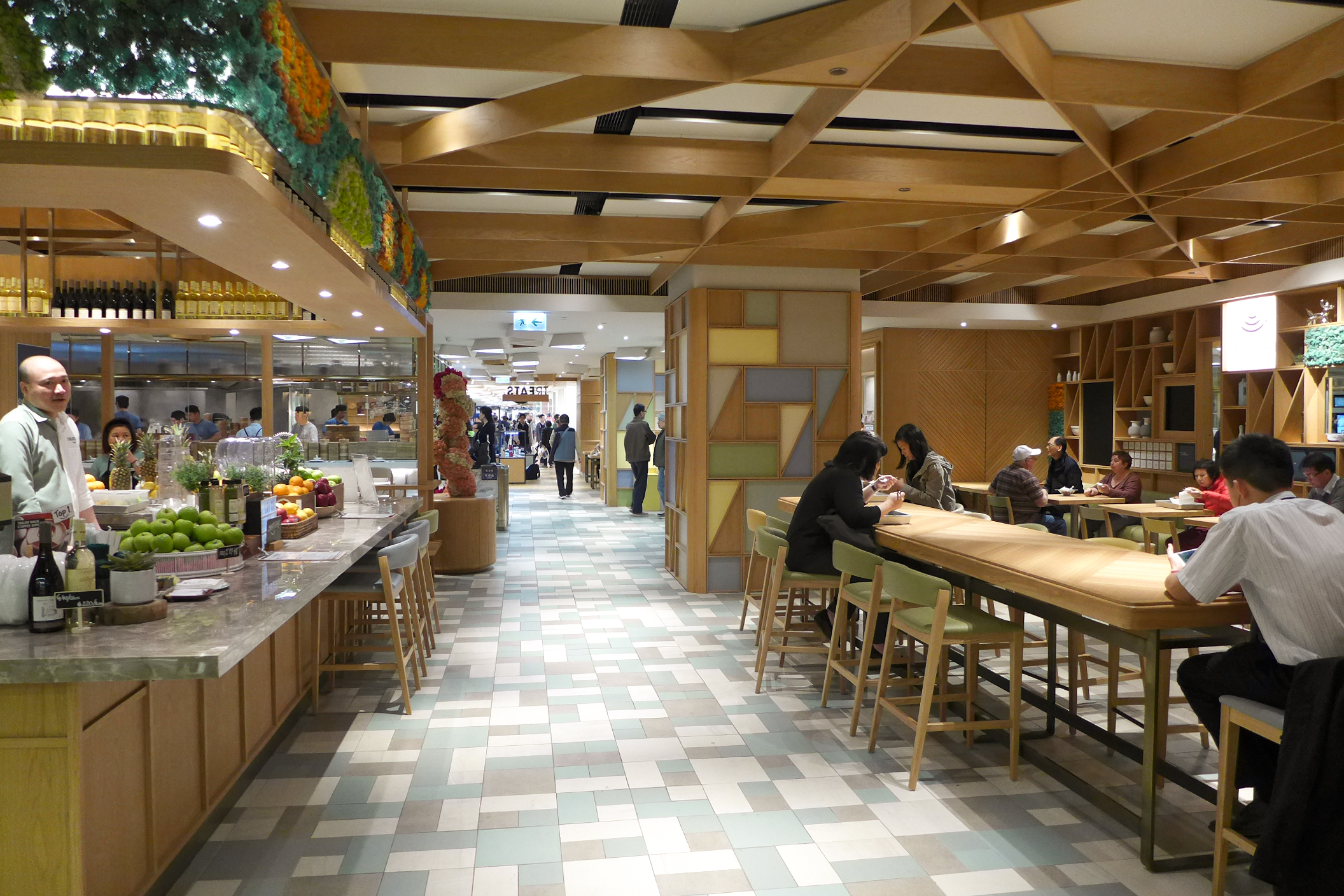
太古城中心美食廣場Treats

#### 引進外國食肆品牌
同時，伍偉國又致力從外國引入知名食肆品牌來港開業。率先與美心合作的是Sanrio，於綠楊坊開設Hello Kitty Cafe，及後一年再開三間分店，熱潮過後，結束所有分店。2000年5月，美心成功將世界知名的星巴克咖啡文化引進香港，合組成Coffee Concepts Ltd.，開業首兩個月已有盈利，於短短2年間在港開設超過30間咖啡店，並於2002年底進軍澳門及深圳，以及東南亞多國。2011年6月，星巴克和美心簽訂協議，收購美心集團所持有的30%合資公司股權，從而獲得其在廣東、海南、四川、陝西、湖北和重慶業務100%所有權。而美心將收購星巴克在香港及澳門業務的其餘股份，收購後美心將擁有星巴克在香港及澳門的100%經營權。
在最初與星巴克美國總公司商討時，美心認為如像加拿大、新加坡的星巴克那樣依賴售賣咖啡和蛋糕不行，要求在熱爐上煎食物，但星巴克美國總公司指煎食物會奪去咖啡的香味，反對建議。美心於是改為建議用䁔櫃加熱食物，終獲接納。香港的星巴克透過提供三文治等輕量午餐和咖啡，於是迅速取得盈利。
另外，美心又先後取得元氣壽司、千両、東海堂、一風堂、芝樂坊餐廳、Shake Shack漢堡包店等的特許經營權。

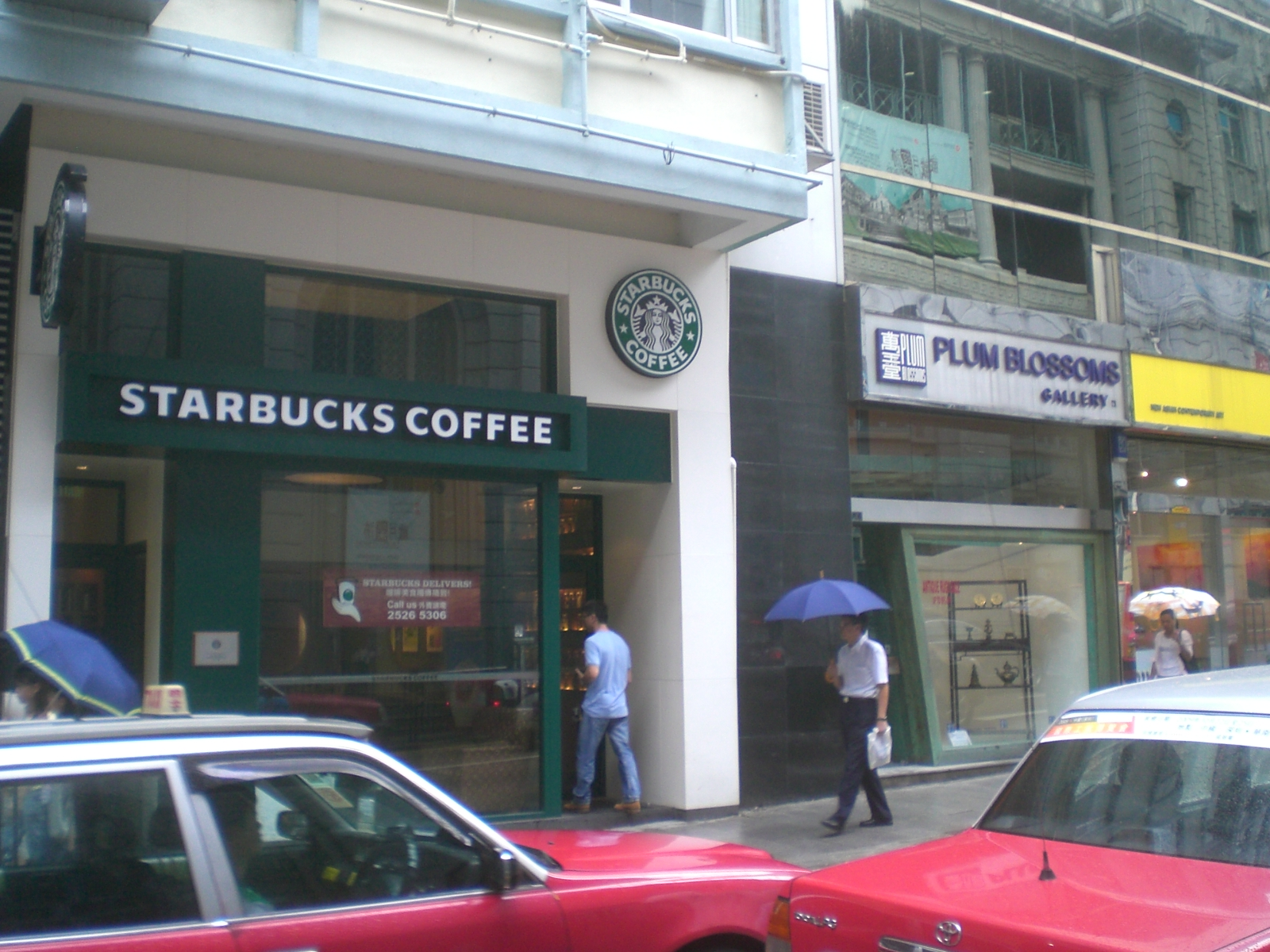
引進星巴克咖啡令伍偉國聲名鵲起
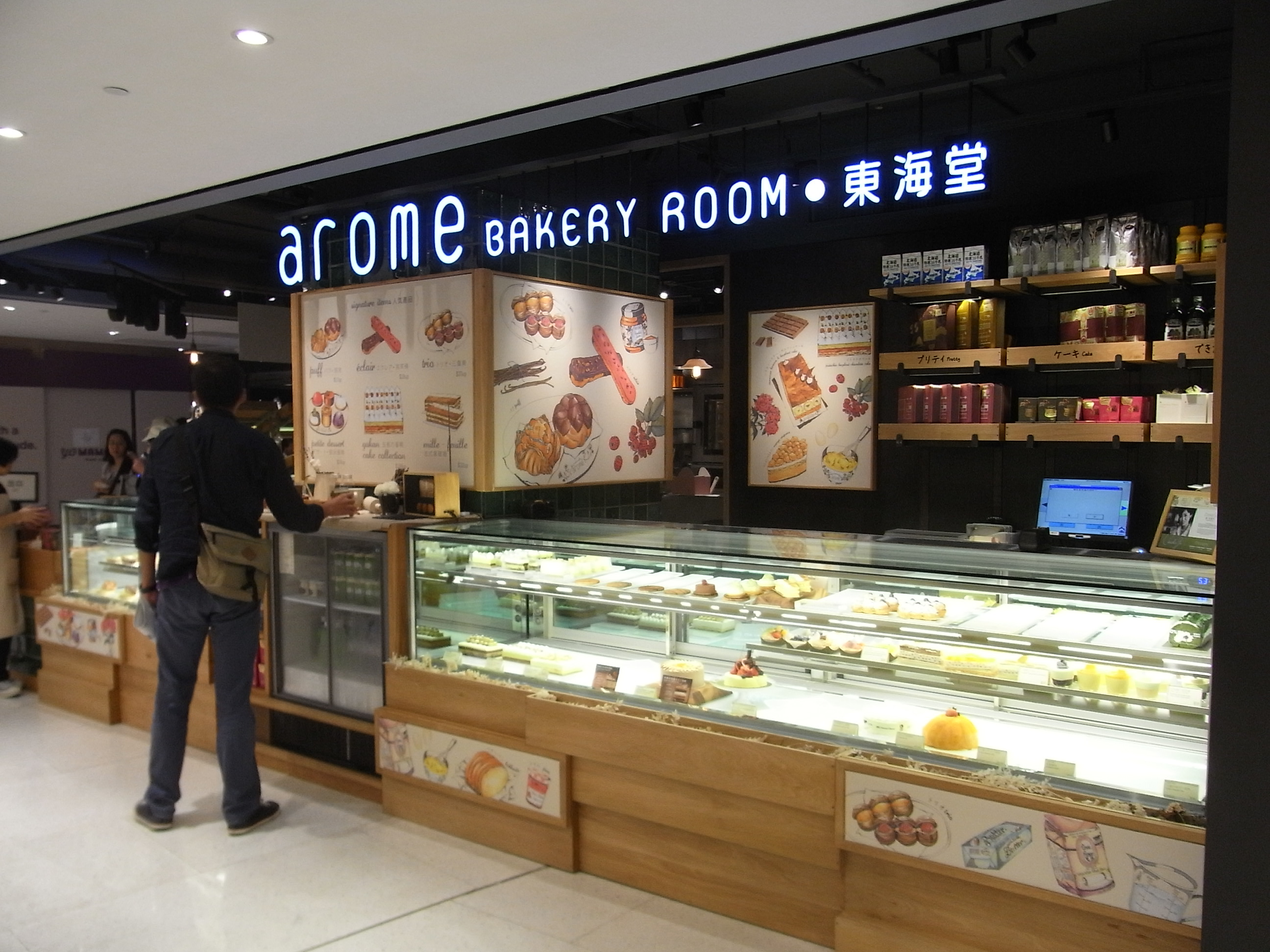
東海堂金鐘分店
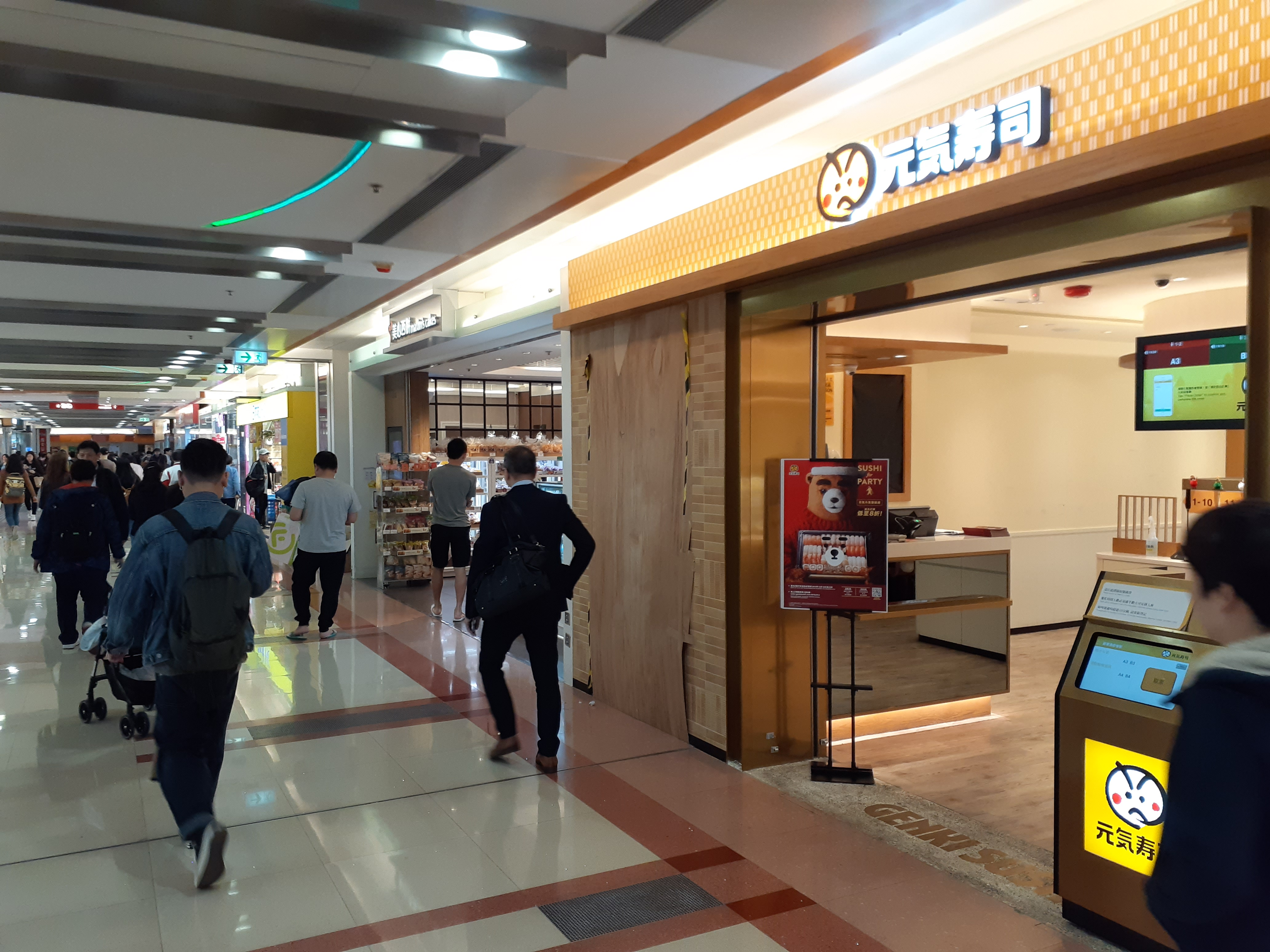
元氣壽司調景嶺分店
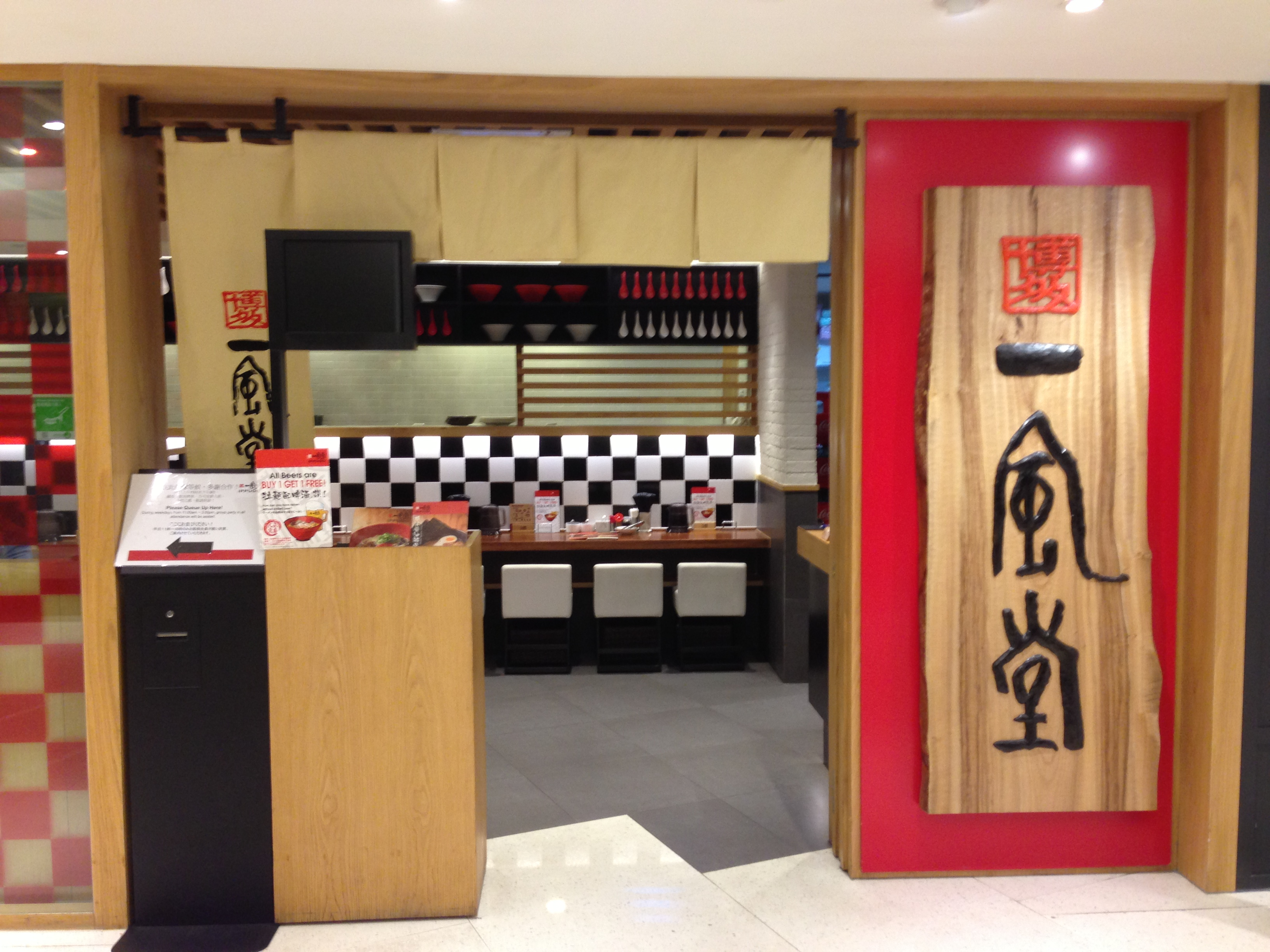
一風堂金鐘分店
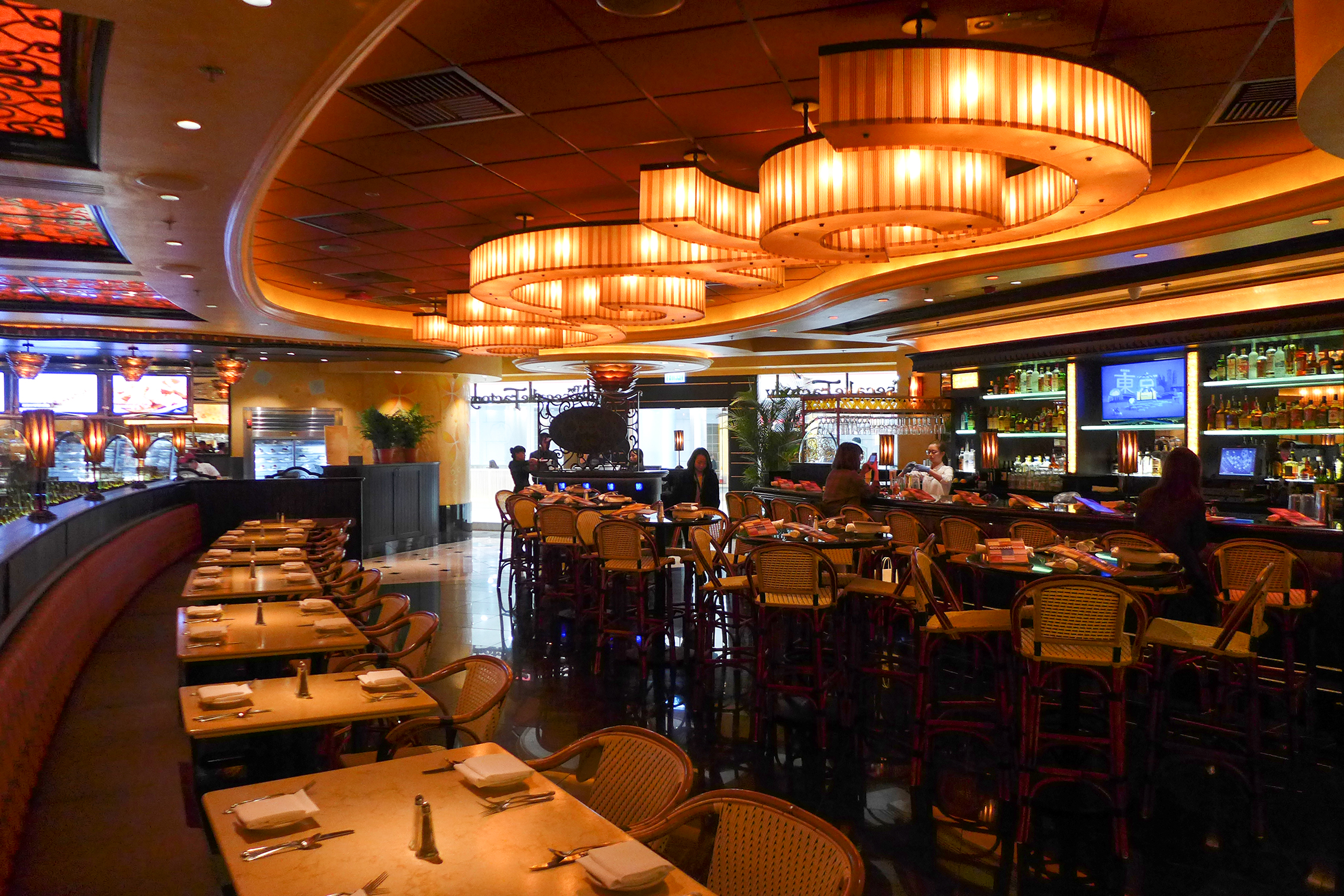
芝樂坊餐廳尖沙咀港威商場分店
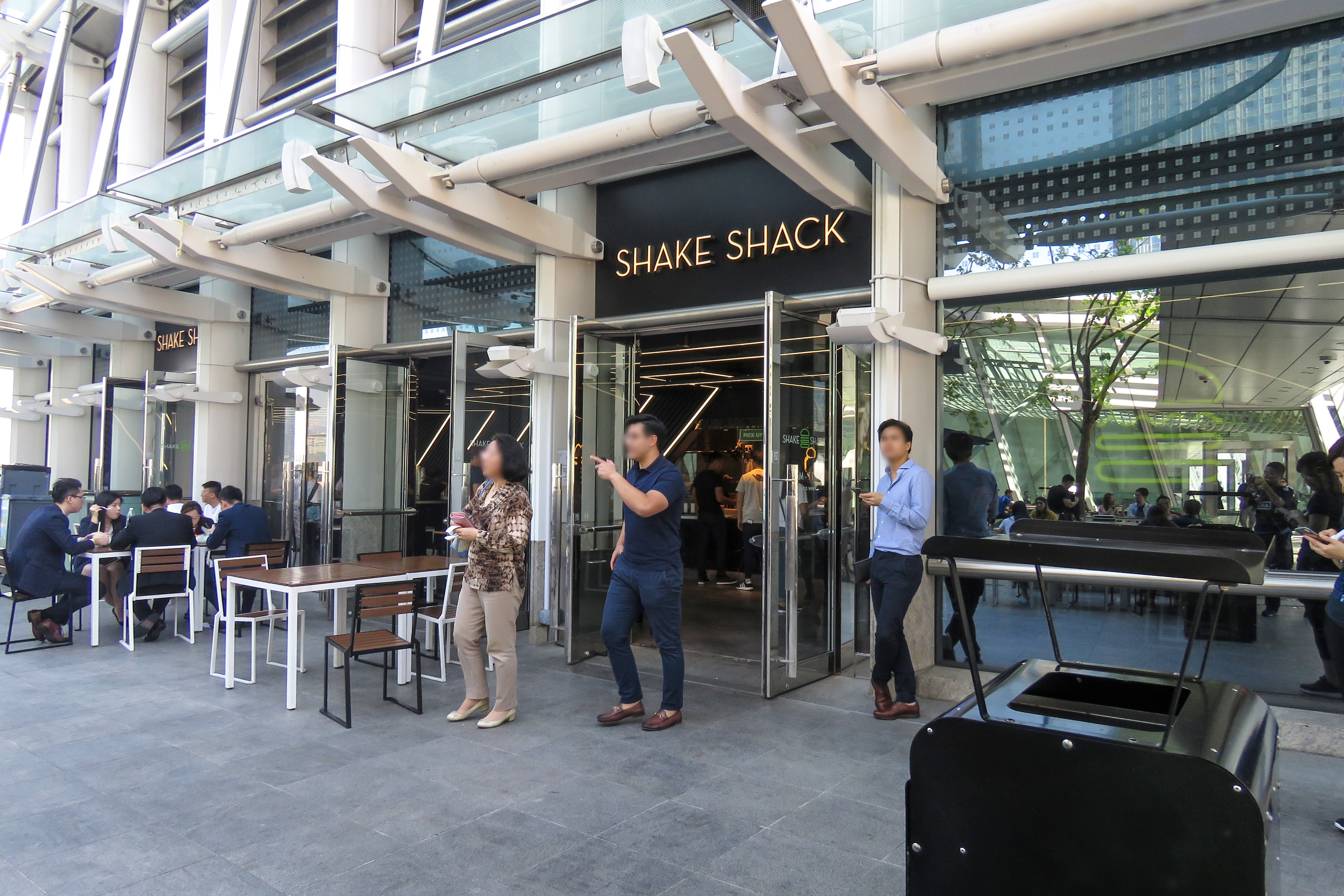
Shake Shack中環IFC Mall分店

#### 更新原有品牌形像
2001年7月，美心西餅翻新形象，商標由以往女性化的玫瑰圖案，改為中性化的心型葉子圖案。2004年，美心請來李永銓將美心快餐改變型象，商標以「加多一點點」為題，主調為綠色。2005年美心快餐再一次改變形象，革新為「美心MX」，由陳幼堅設計新標誌及梁志天執手室內設計，請來多位名家為店內添上畫像，並獲美國紐約室內設計雜誌《Hospitality Design》頒發快餐組金獎。

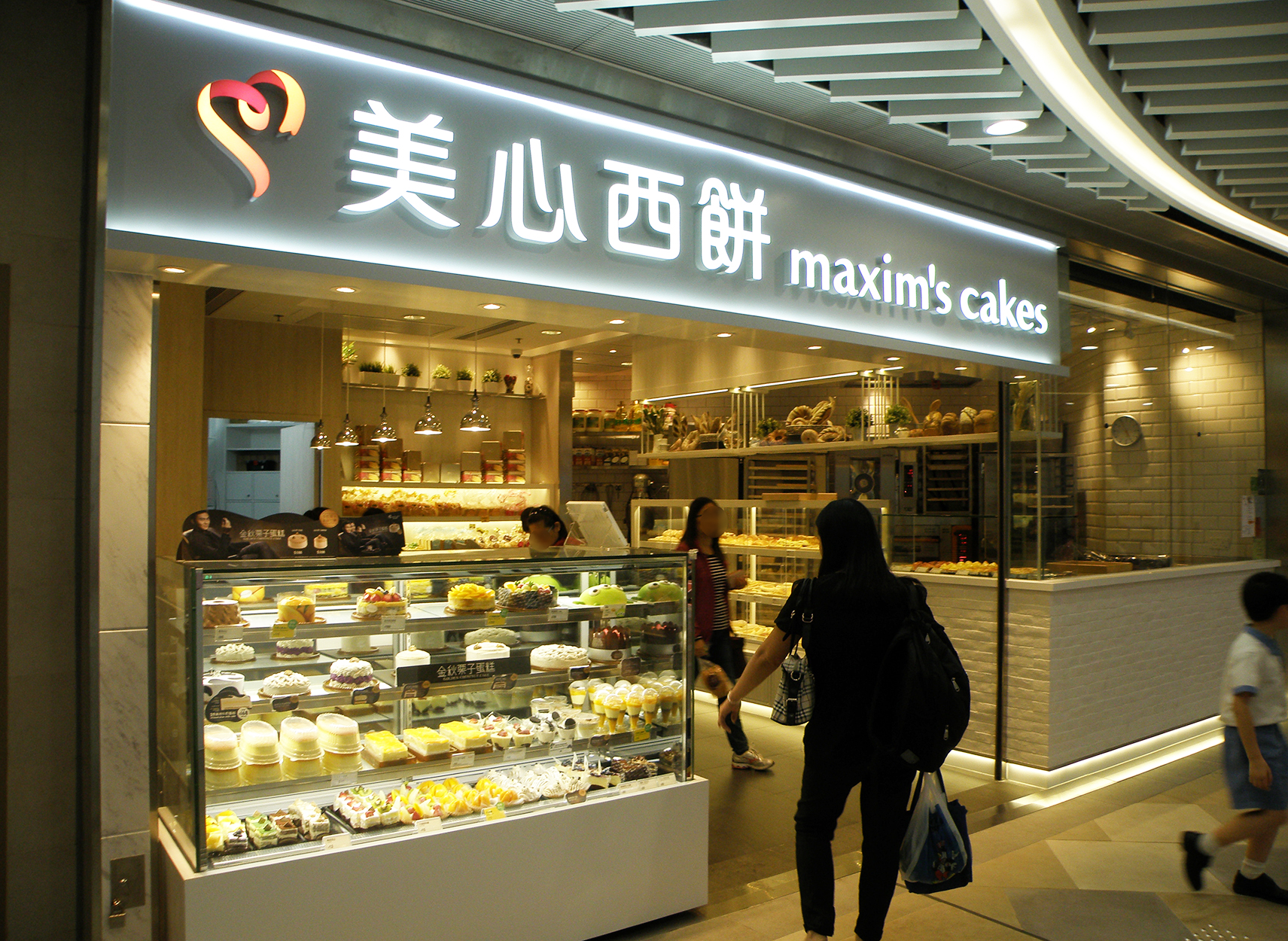
全新形象美心西餅
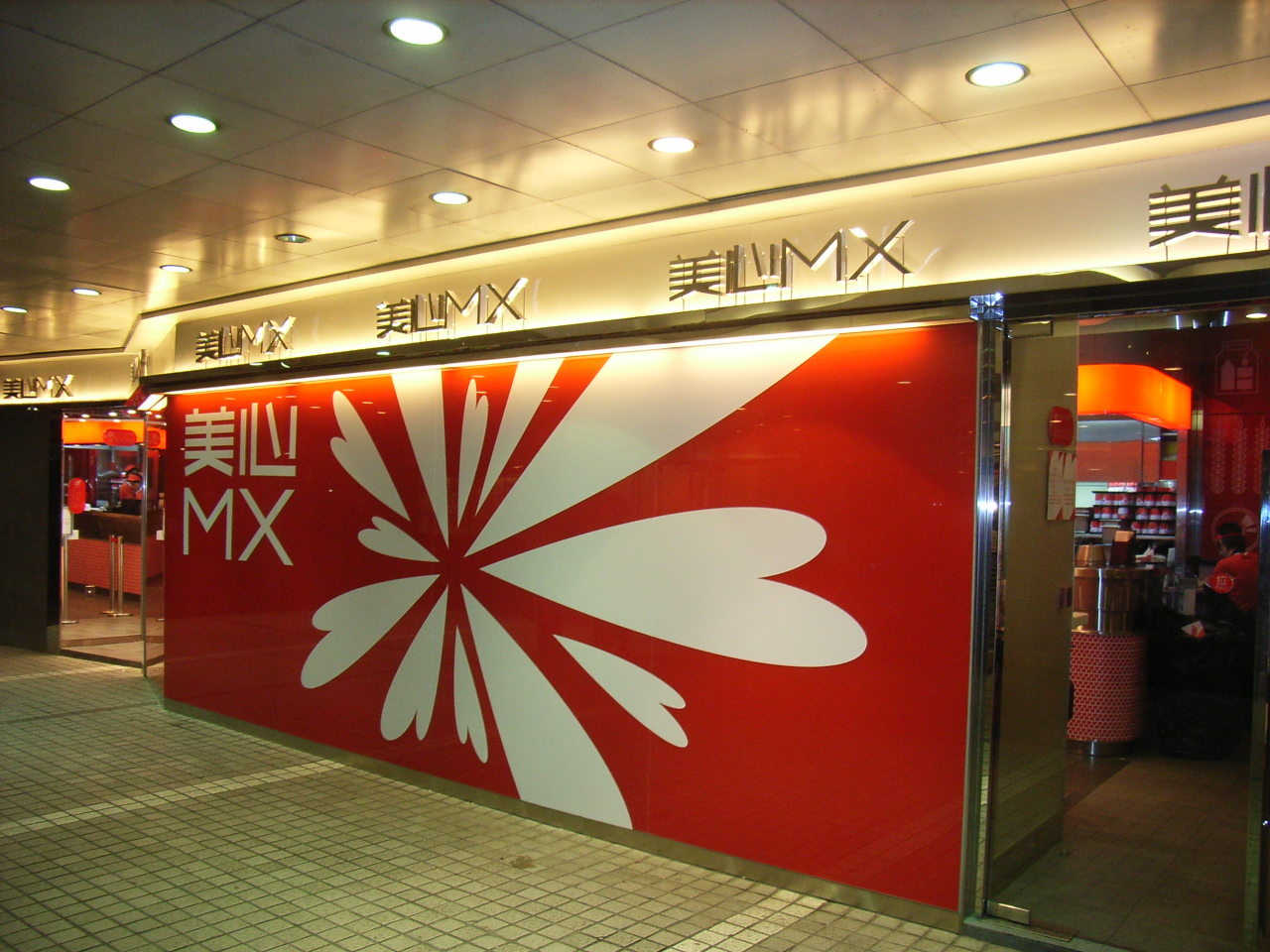
美心MX

#### 重返中國大陸市場
2005年，在更緊密經貿關係安排（CEPA）下，「美心西餅」進軍廣州，開設大型西餅廠房。2010年起，旗下元氣壽司、千両、一風堂等數十間店，分別在廣州、深圳、杭州、佛山、上海、北京和成都開設。同時，m.a.x. concepts旗下的星美樂亦分別在廣州、深圳設有7間分店。2011年，先後於上海新天地開設中菜館「梧桐居」，及在中國廣州開設翠園酒家，並逐步拓展在中國大陸的餐飲業務。2020年，美心中國Shake Shack品牌總經理婁偉透露，計劃在2030年前在中國大陸開設55間Shake Shack門市，其中15間在華南，目標城市包括深圳、廣州、福州和廈門等等。

#### 拓展東南亞業務
伍偉國在接受訪問時表示，期望在2020年將美心發展成亞洲本土最大的餐飲集團。2013年1月31日，星巴克公司授權香港美心集團在越南胡志明市開設第一家星巴克咖啡店。2015年12月22日，柬埔寨首家星巴克咖啡店在金邊國際機場開幕。2017年，美心完成收購新加坡和馬來西亞的元氣壽司。2019年5月，美心和星獅集團（F＆N）的合資公司Coffee Concepts（Thailand），以5億美元（約合160億泰銖）向星巴克購入泰國業務372家分店的獨家經營權。2022年美心與美國品牌Shake Shack簽訂許可協議成為泰國的營運商，並計劃在2032年前在泰國開設15間分店。

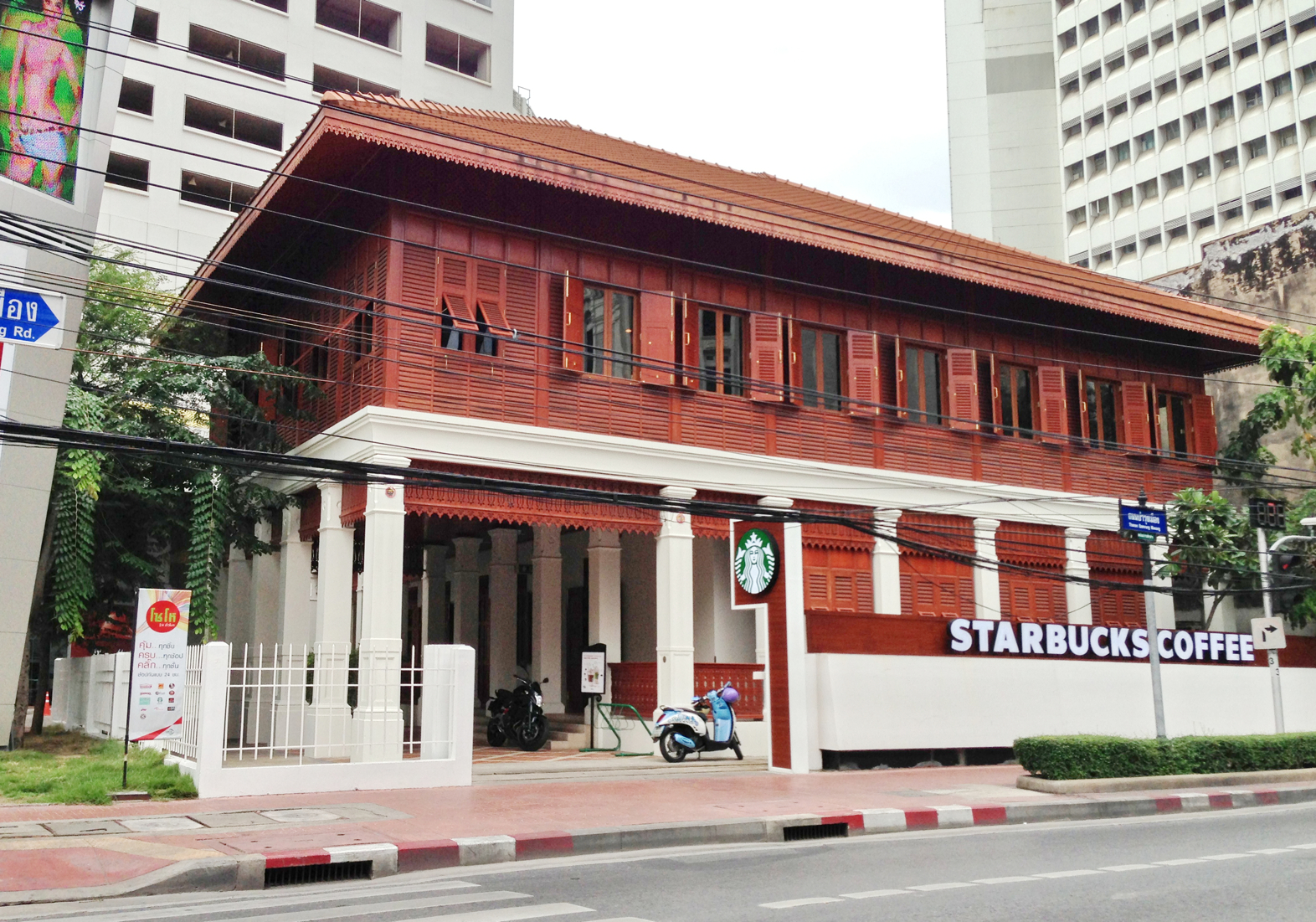
美心食品染指泰國星巴克咖啡業務
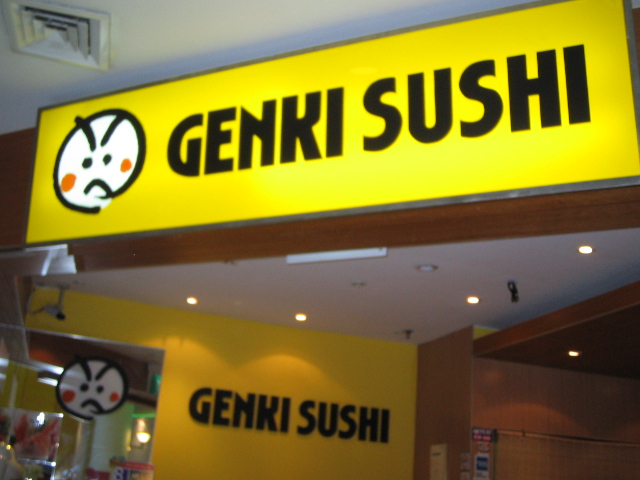
新加坡和馬來西亞的元気壽司業務已歸美心食品旗下

## 編年史
1956年，美心在中環前連卡佛行（現置地廣塲）開設首間西式餐廳 -「美心餐廳」。
1966年，海運大廈落成，首家美心咖啡室Maxim's Boulevard在此開設，並有西餅售賣，為「美心西餅」的雛型。
1970年，美心委派伍淑清及王錫良以翠園的旗號參與大阪1970年日本萬國博覽會香港館，提供精美的點心，大受好評。
1971年，遂於尖沙咀星光行五樓(4/F)創辦集團首間中菜酒家 — 翠園。
1972年，怡和洋行集團的置地公司加入為股東，但決策權仍由伍氏家族擁有至今。隨即在置地旗下物業，如怡和大廈、置地廣塲、交易廣場、香港世貿中心等開設多間餐廳，得以迅速發展。首家美心快餐成立，成為香港速食店中的代表之一。
1980年，中美航線開通，事前在配餐服務上一直未與美方達成共識，新華社香港分社向中國民用航空總局引薦了美心集團，於是美心自此獲得餐飲營辦權，成立北京航空食品有限公司，為1954年後第一間中外合資企業，此後又在上海開辦东方航空食品。現時美心在內地經營12個城市的航空餐飲，每日供應逾萬份航空配餐。
1982年，美心在香港地鐵（現稱港鐵）沿線各站開設多間美心西餅分店，創業界之先河。
1986年，怡和洋行集團將公司分拆，改由通过子公司牛奶國際有限公司持有美心股權。
1998年，美心發展新派餐廳系列m.a.x. concepts，發展多個嶄新餐飲品牌，並把多間中菜館翻新品牌，如翠玉軒、怡翠軒、川淮居等等。
2000年，伍舜德家族第三代伍偉國接任美心董事總經理。5月，美心成功將世界知名的星巴克咖啡文化引進香港，合組成Coffee Concepts Ltd.，開業首兩個月已有盈利，於短短2年間在港開設超過30間咖啡店，並於2002年底進軍澳門及深圳。
2001年7月，美心西餅翻新形象，商標由以往女性化的玫瑰圖案，改為中性化的心型葉子圖案。
2003年，於大埔工業邨開設美心食品廠，佔地250,000平方呎。
2004年，美心請來李永銓將美心快餐改變型象，商標以「加多一點點」為題，主調為綠色。美心快餐推出微波爐飯盒及小菜，分別於7-11便利店及惠康發售。
2005年，醫院管理局首度委任美心集團，推行「病人膳食服務公私營協作計劃」，在新界西醫院聯網及伊利沙伯醫院，提供病人膳食服務。在更緊密經貿關係安排（CEPA）下，「美心西餅」再次進軍廣州，開設大型西餅廠房。5月，星巴克咖啡在港5週年，分店達50間，遠超合約所規定的分店數量，延長合夥合約10年至2037年，但減持內地華南地區星巴克控制權至49%。9月，香港迪士尼樂園開幕，經營樂園內廣場餐廳及市集餅店。同年，美心快餐再一次改變型象，革新為「美心MX」，由陳幼堅設計新標誌及梁志天執手室內設計，請來多位名家為店內添上畫像，並獲美國紐約室內設計雜誌《Hospitality Design》頒發快餐組金獎。
2006年，奪得元氣壽司和千両壽司在香港的經營權及管理權。9月，引進美國著名燒牛肉店Lawry's the Prime Rib。11月，與澳洲名廚Geoff Lindsay合作在山頂開設Pearl on the Peak。2008年2月，取得Lawry's the Prime Rib內地經營權，進軍上海新天地。3月，收購東海堂高級麵包西餅專門店；6月，取得元氣壽司在南中國之特許經營權。
2009年，伍舜德三子兼集團業務顧問伍威權去世。
2010年5月，參與上海世博，在園區設立大型美食廣場及成為「中華美食街」唯一香港代表。12月，旗下「星美樂」於深圳開設第一間咖啡麵包店，並逐步拓展在中國大陸的餐飲業務。
2011年6月，星巴克和美心簽訂協議，收購美心集團所持有的30%合資公司股權，從而獲得其在廣東、海南、四川、陝西、湖北和重慶業務100%所有權。而美心將收購星巴克在香港及澳門業務的其餘股份，收購後美心將擁有星巴克在香港及澳門的100%經營權。7月，與日本博多一風堂合資，於尖沙咀新港中心開設首家一風堂，並計劃於香港及內地拓展業務。
2012年4月，千両壽司在中環德己立街1至15號世紀廣場3樓，首創迴轉壽司店×威士忌吧。
2013年，星巴克公司表示，準備在2月份授權香港美心集團在越南胡志明市開設第一家星巴克咖啡店。
2014年5月，全球連鎖服務餐廳芝士蛋糕工廠（Cheesecake Factory）與美心食品有限公司達成的許可協議。根據協議條款，未來10年之內，美心公司將在香港、澳門、台灣和中國大陸至少開設14家分店，同時還可能在日本、韓國以及東南亞的馬來西亞、新加坡和泰國開設分店。
2015年，美心集團中心正式啟用。12月22日，柬埔寨首家星巴克咖啡店在金邊國際機場開幕。
2016年，由4月1日開始，美心正式成為意大利品牌COVA港澳地區的特許經營商；6月，於泰國成立經營糕點及麵包的合營公司。2017年5月1日，於尖沙咀海港城港威商場地下G102號舖開設芝樂坊餐廳 (The Cheesecake Factory)。7月14日，美國漢堡店「Shake Shack」，與美心集團合作，於2018年進軍香港，目標在2027年，可以在香港和澳門開設共14間分店，並將會進軍內地快餐業，香港將成為繼日本東京、韓國首爾後第三個Shake Shack落戶的亞洲城市。8月22日，美國超人氣漢堡店「Shake Shack」，將與美心集團合作，2019年之前在中國大陸開設首家餐廳，目標在2028年之前在上海和中國東部地區開設共計25家Shack分店。同年，完成收購新加坡和馬來西亞「星巴克」的現有業務，並取得在當地經營和發展特許經營店的專營權
2018年5月1日早上11時，首間Shake Shack香港分店在國際金融中心商場四樓平台正式開業。
2019年1月24日，Shake Shack(昔客堡)中國第一間分店早上11時在上海新天地北里10–12號開業。5月24日，美心和星獅集團（F＆N）的合資公司Coffee Concepts (Thailand) Ltd，以5億美元（約合160億泰銖）向星巴克購入泰國業務372家分店的獨家經營權。9月，美心食品因其中一位創辦人伍沾德之長女伍淑清在聯合國發表反對示威的演說而捲入反送中運動，導致旗下店鋪被抵制及破壞。《香港經濟日報》及《明報》均報導美心食品因捲入反送中運動導致2019年第三季的業績受到影響。持有美心五成股份的牛奶國際及後表示，受香港社會持續動盪影響，美心的業績貢獻由2018年度的1億零5百萬美元，降至2019年度的8200萬美元，惟受惠於收購泰國星巴克業務，美心在2019年內的整體營業額仍錄得4%的增長。
2020年1月，酒樓員工向傳媒稱美心裁員，而旗下星巴克咖啡的員工則表示美心遭到罷買後人流及生意大減，每日生意額由過去數萬元大減至只有一萬多元，原有的熟客亦於數個月前陸續取回寄存在店鋪的咖啡杯。牛奶國際在7月29日指出，受新冠肺炎疫情影響，藥妝、餐飲及便利店業務收入大減，美心在2020年上半年因旗下食肆顧客減少及部份餐廳一度關閉而錄得虧損，但隨着2020年第二季社交距離措施放寬，業務已顯著改善。《香港經濟日報》、《立場新聞》及《明報財經》均於當日報導牛奶國際在2020年7月29日公報的上半年業績顯示股東盈利只有1.15億美元，按年盈利大幅倒退35%，美心拖累牛奶國際虧損2,500萬美元，美心食品在上半年虧損5,000萬美元（3.9億港元）。
2020年11月美心食品旗下的Coffee Concept獲授權在老撾開設星巴克咖啡店，預期2021年夏天在首都永珍開設首間門店。
2020年12月美心食品與日本ダイニングイノベーショングループ（DINING INNOVATION ASIA-PACIFIC PTE LTD） 簽訂日本一人燒肉專門店燒肉LIKE（焼肉ライク/Yakiniku Like）在香港和泰國的特許經營合同，於12月底在沙田新城市廣場1期4樓408號舖開設香港首間分店。在粤港澳大灣區江门市蓬江區棠下镇的厂房分別于2020年12月，一期烘焙西饼厂正式投产，2021年5月，二期鲜食工厂正式运营。
2023年3⽉，美心在泰國開設了第⼀家Shake Shack店，並已隨後於12⽉初在該國開設了第⼀家The Cheesecake Factory

2023年美心集團亞洲第2000間分店simplylife Bakery Café（simplylife）12月15日在觀塘apm開業。

## 主要股東
牛奶國際及香港食品有限公司各持有美心50%股份。

香港食品有限公司的持股分佈方面，其中伍舜德家族、伍沾德家族、陳學德、黃榮瑞、黎乃昭、何厚浠、何厚鏵，分別持有香港食品有限公司21.01%、18.54%（5570股）、5.25%、3.99%、3.72%和各3.33%的股份。

直至2019年9月30日，香港食品有限公司共發行30,000股普通股。香港食品有限公司的三大股東分別為JETCO Investment & Management Limited、馬蘭芳和舜威有限公司。創辦人伍舜德的家族中，伍舜德遺孀馬蘭芳持有7.97%股份，伍舜德的孫子，美心現任董事總經理伍偉國持有2.47%股份，而由伍舜德多名子女擔任股東的舜威有限公司持有7.93%股份、馮佩玲持有2%股份、伍蔡勉儂持有0.33%股、伍威明持有0.33%股份。
另一創辦人，伍沾德（伍舜德的弟弟）的家族則透過控股公司和私人持有香港食品有限公司的股份。直至2019年3月31日，被指與伍沾德家族有關連的JETCO Investment & Management Limited持有香港食品有限公司12.6%（3,780股）。另外，伍沾德家族成員亦分別個人持有香港食品有限公司的股份：伍沾德持有1.05%（315股）、妻子伍李玉珍（Eugenia Wu）持有2.92%（875股）、兒子伍威全持有0.33%（100股）、伍威達持有0.33%（100股）、女兒伍淑清持有0.33%（100股）、伍淑芬持有0.33%（100股）、伍淑姬持有0.33%（100股）、伍淑恩持有0.33%（100股）。
2020年11月，香港食品有限公司董事會成員包括伍舜德家族的伍偉國和伍偉民、伍沾德家族的伍威全和伍淑芬，以及股東黎乃昭。
香港食品有限公司股東
| 股東                                  | 持有股份 | 百分比 |
| ------------------------------------- | -------- | ------ |
| JETCO Investment & Management Limited | 3,780    | 12.6%  |
| 馬蘭芳                                | 2,390    | 7.97%  |
| 舜威有限公司                          | 2,380    | 7.93%  |
| 陳學德                                | 1,575    | 5.25%  |
| 黃榮瑞                                | 1,197    | 3.99%  |
| 黎乃昭                                | 1,115    | 3.72%  |
| 黃榮生                                | 1,098    | 3.66%  |
| 何厚鏵                                | 1,000    | 3.33%  |
| 何厚浠                                | 1,000    | 3.33%  |
| HSBC (Trustee) (C.I.) Limited         | 1,000    | 3.33%  |
| 梁昌                                  | 1,000    | 3.33%  |
| 張黎秀姬                              | 905      | 3.02%  |
| 伍李玉珍                              | 875      | 2.92%  |
| 吳靜芬                                | 800      | 2.67%  |
| 伍偉國                                | 740      | 2.47%  |
| 楊俊文                                | 654      | 2.18%  |
| 馮佩玲                                | 600      | 2%     |
| 吳淑賢                                | 600      | 2%     |
| 余煜培                                | 600      | 2%     |
| 陳德泰                                | 500      | 1.67%  |
| 李徐景奐                              | 500      | 1.67%  |
| 林維堃                                | 329      | 1.1%   |
| 林維輝                                | 328      | 1.09%  |
| 林淑德                                | 327      | 1.09%  |
| 林淑貞                                | 327      | 1.09%  |
| 林詩欣                                | 327      | 1.09%  |
| 林淑賢                                | 327      | 1.09%  |
| 伍沾德                                | 315      | 1.05%  |
| More, Peter                           | 300      | 1%     |
| Tcheng, Philip Peter                  | 261      | 0.87%  |
| 楊超榮                                | 236      | 0.79%  |
| 楊超華                                | 236      | 0.79%  |
| Tcheng, Roland John                   | 230      | 0.77%  |
| Tcheng Ware, Margaret                 | 229      | 0.76%  |
| More Chi, Margaret                    | 200      | 0.67%  |
| 楊革新                                | 109      | 0.36%  |
| 楊革非                                | 109      | 0.36%  |
| 楊革光                                | 109      | 0.36%  |
| 陳紀遠                                | 100      | 0.33%  |
| 陳紀安                                | 100      | 0.33%  |
| 陳紀旋                                | 100      | 0.33%  |
| 陳紀新                                | 100      | 0.33%  |
| 伍淑姬                                | 100      | 0.33%  |
| 伍淑恩                                | 100      | 0.33%  |
| 伍淑芬                                | 100      | 0.33%  |
| 伍淑清                                | 100      | 0.33%  |
| 伍蔡勉農                              | 100      | 0.33%  |
| 伍威明                                | 100      | 0.33%  |
| 伍威達                                | 100      | 0.33%  |
| 伍威全                                | 100      | 0.33%  |
| 楊月晶                                | 77       | 0.26%  |
| 楊月然                                | 61       | 0.2%   |
| 楊張瑞蓉                              | 44       | 0.15%  |
| 陳紀臨                                | 10       | 0.03%  |

## 營業額及分布
| 年份 | 營業額（美元） | 食肆數目 | 備註   |
| ---- | -------------- | -------- | ------ |
| 2004 | /              | 376      | [ 62 ] |
| 2005 | /              | 412      | [ 62 ] |
| 2006 | /              | 467      | [ 62 ] |
| 2007 | /              | 560      | [ 62 ] |
| 2008 | 9.509億元      | 671      | [ 63 ] |
| 2009 | 9.683億元      | 695      | [ 64 ] |
| 2010 | 10.776億元     | 778      | [ 65 ] |
| 2011 | 12.426億元     | 729      | [ 66 ] |
| 2012 | 14.039億元     | 761      | [ 67 ] |
| 2013 | 15.513億元     | 831      | [ 68 ] |
| 2014 | 17億元         | 881      | [ 69 ] |
| 2015 | 19億元         | 924      | [ 70 ] |
| 2016 | 20億元         | 985      | [ 71 ] |
| 2017 | 22億元         | 1,210    | [ 72 ] |
| 2018 | 26億元         | 1,316    | [ 73 ] |
| 2019 | 27億元         | 1,753    | [ 74 ] |
| 2020 | 21億元         | 1,741    | [ 75 ] |
| 2021 | 24.551億元     | 1,801    | [ 76 ] |
| 2022 | 31.092億元     | 1,908    | [ 77 ] |
| 2023 | 30.701億元     | 2023     |        |

2022年，美心食品食肆分布：
| 地域     | 202年 | 2023年 |  |
| -------- | ----- | ------ |  |
| 香港     | 806   | 788    |  |
| 澳門     | 26    | 25     |  |
| 中國大陸 | 293   | 280    |  |
| 新加坡   | 175   | 175    |  |
| 馬來西亞 | 5     | 5      |  |
| 越南     | 87    | 126    |  |
| 柬埔寨   | 36    | 50     |  |
| 泰國     | 479   | 568    |  |
| 老撾     | 1     | 6      |  |
| 總數     | 1,908 | 2023   |  |

## 旗下業務

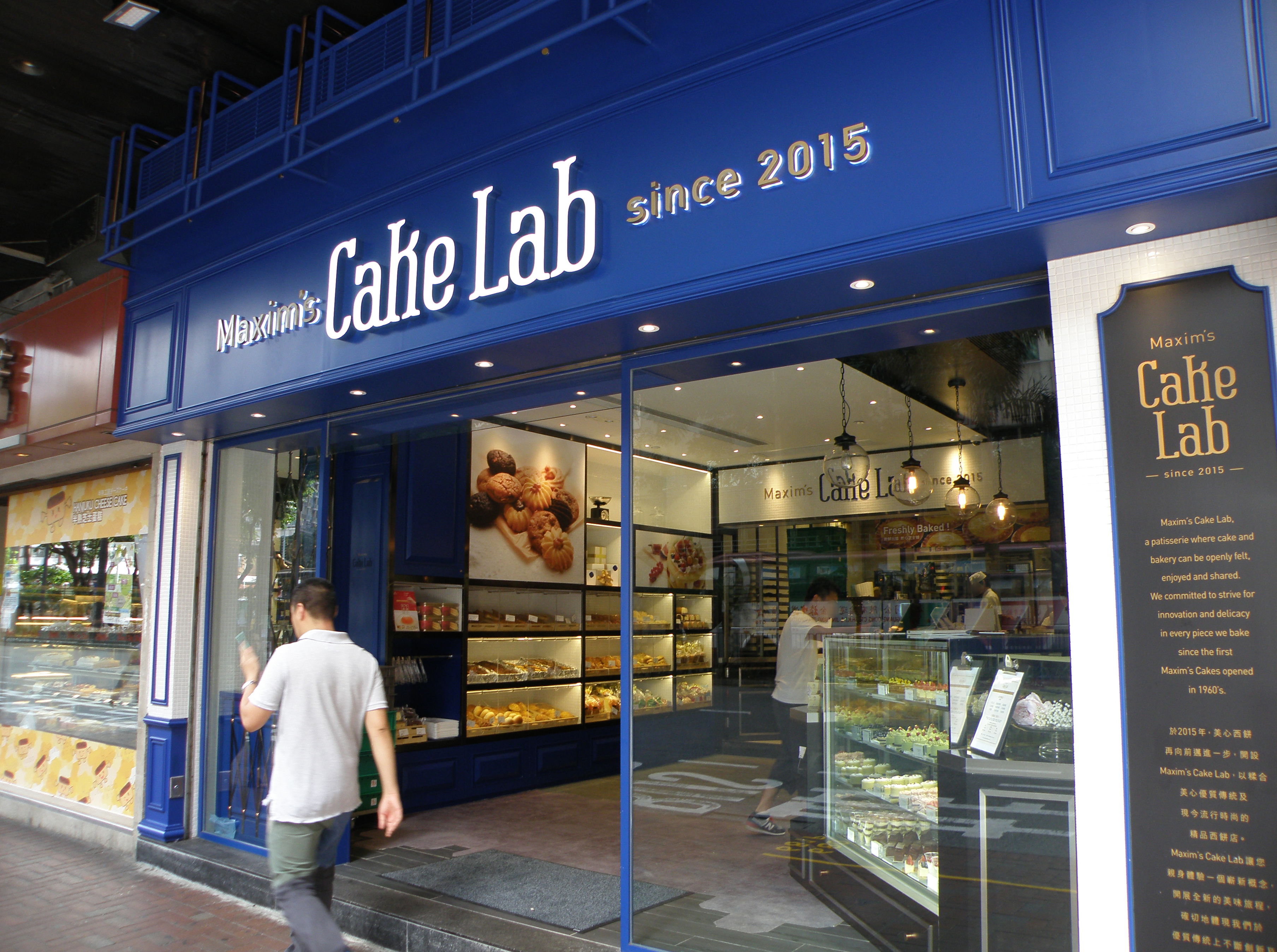
Maxim's Cake Lab

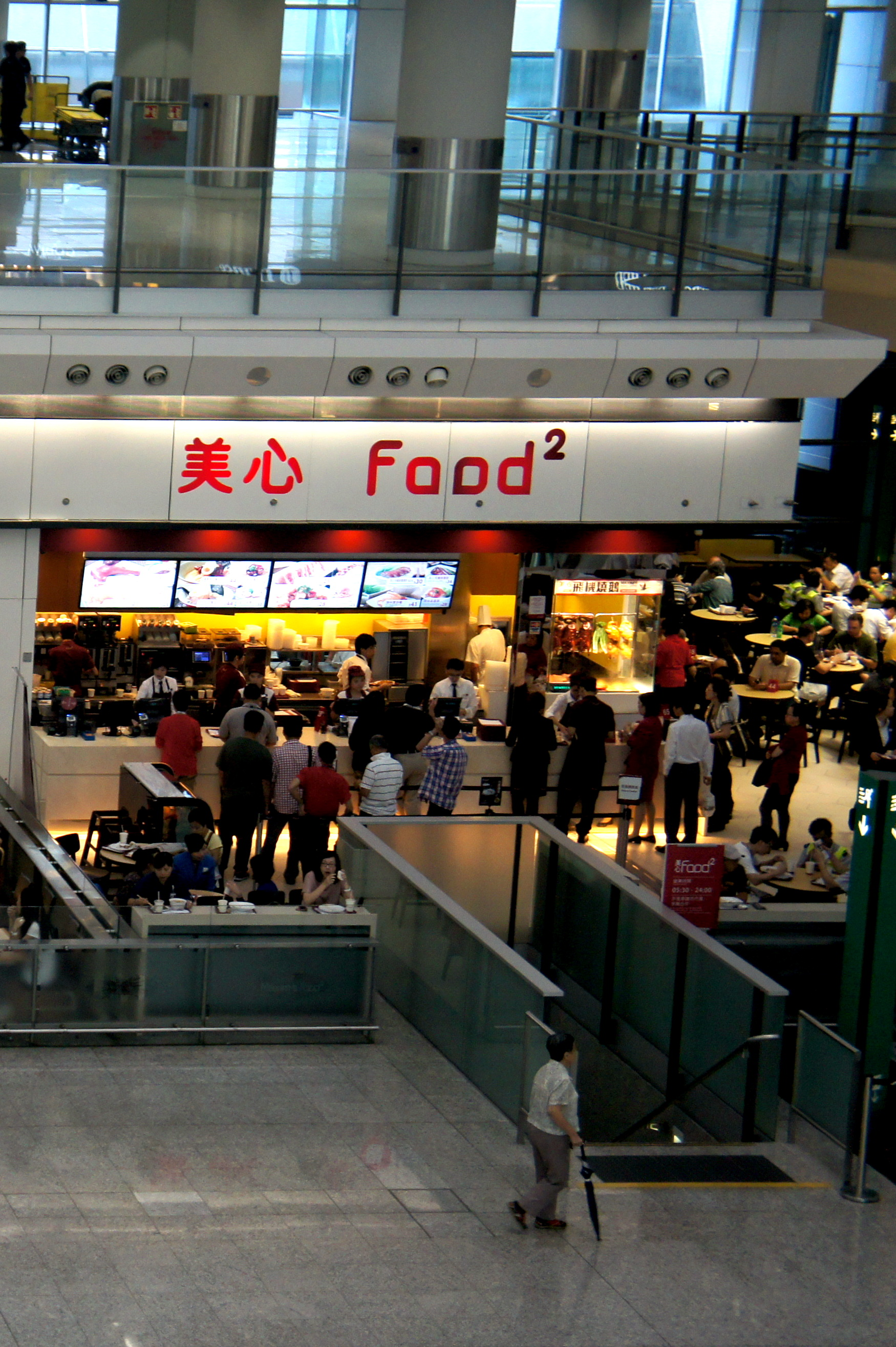
美心Food^{2}香港國際機場一號客運大樓分店

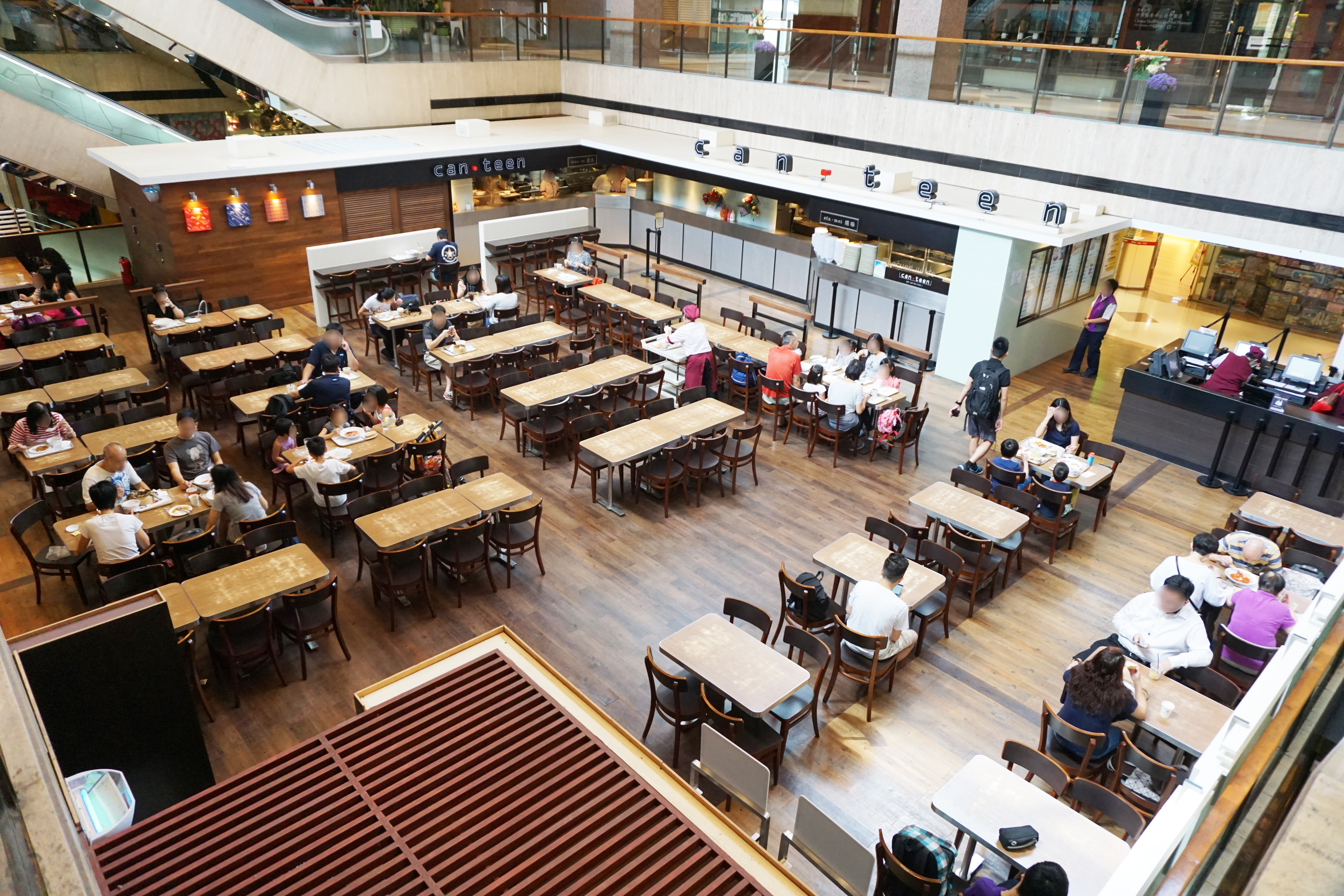
can．teen金鐘海富中心分店

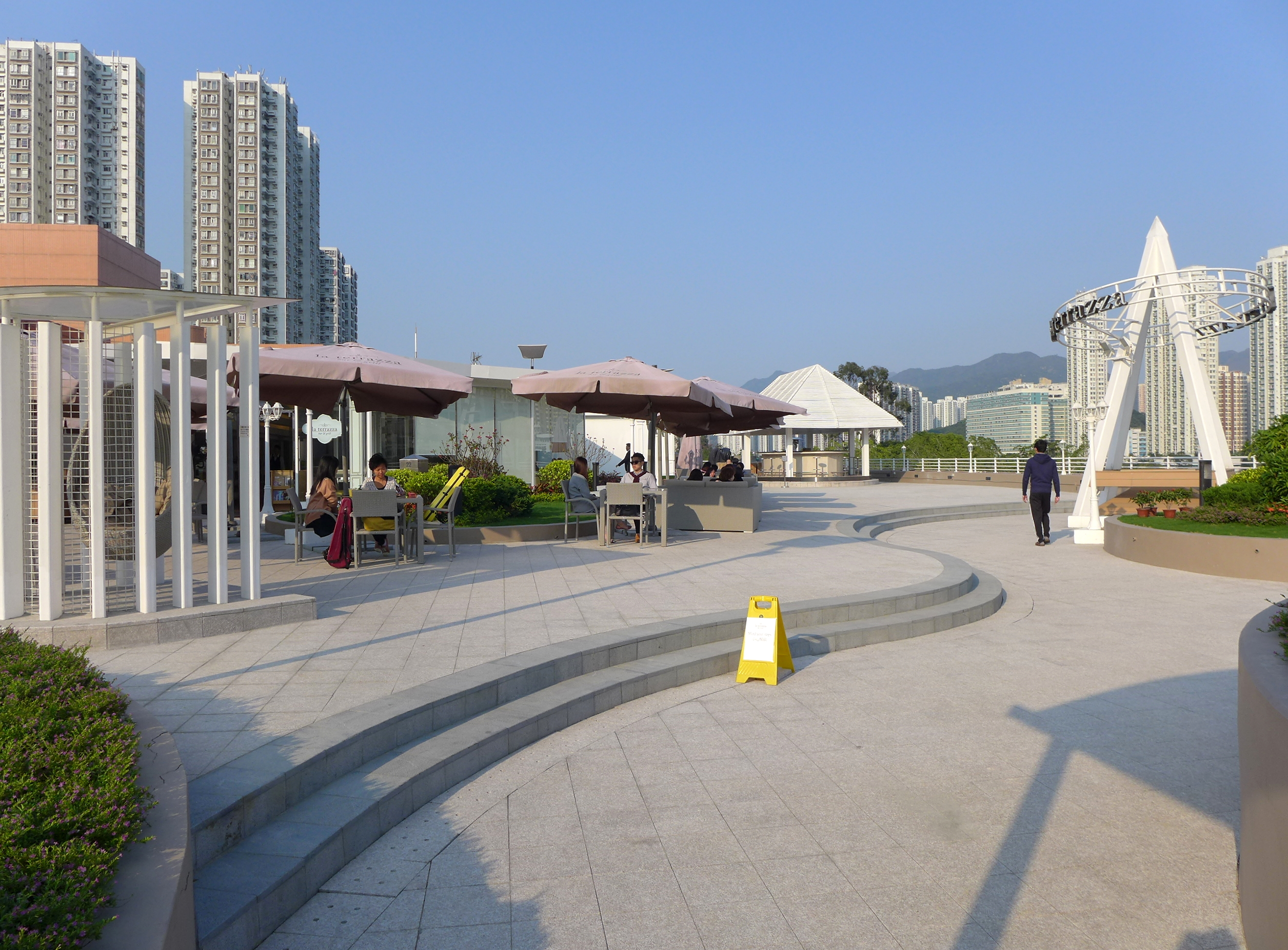
la terrazza bar & grill位處沙田大會堂天台花園

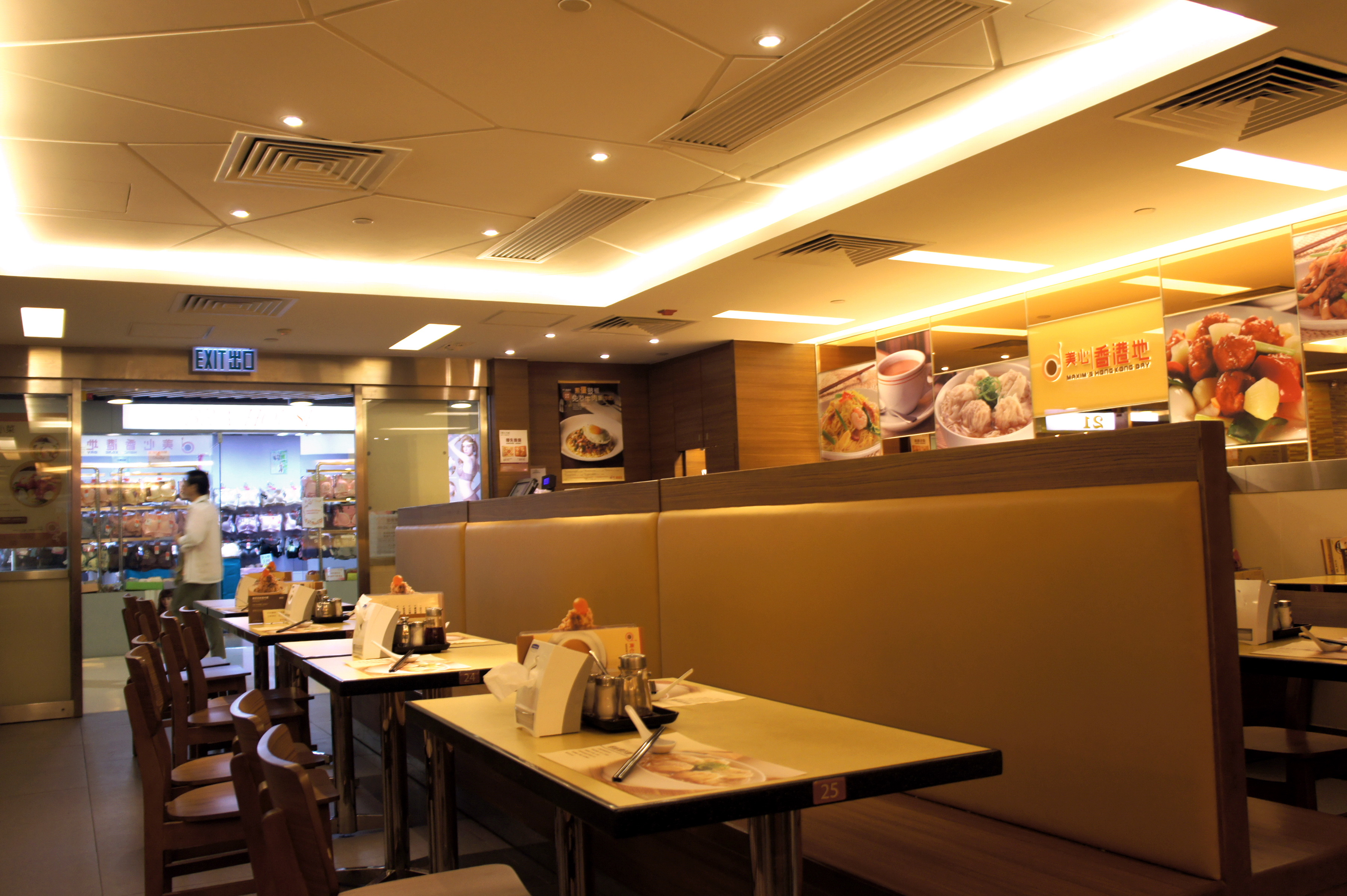
「美心香港地」小西灣廣場分店

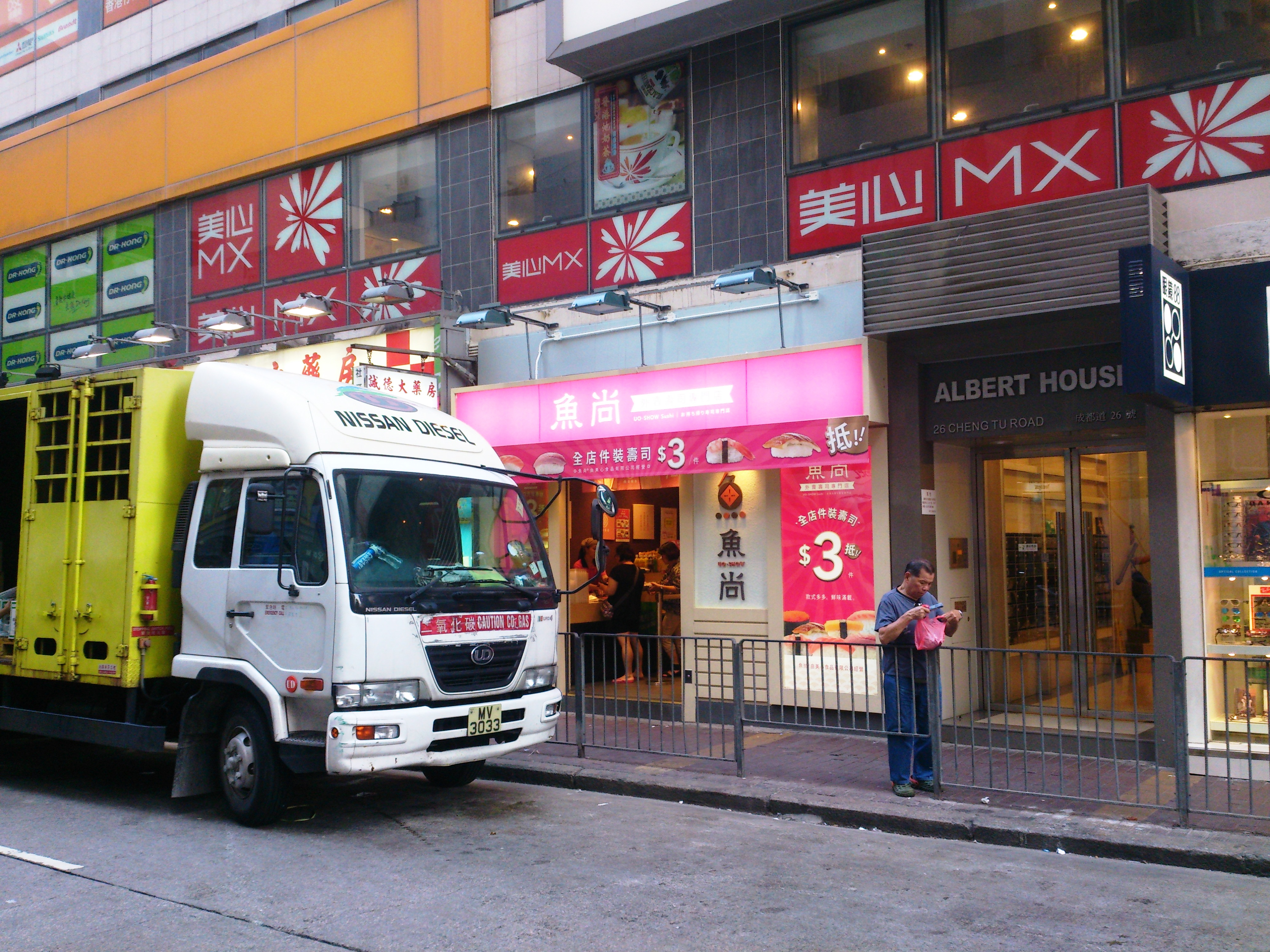
「魚尚」香港仔成都道分店

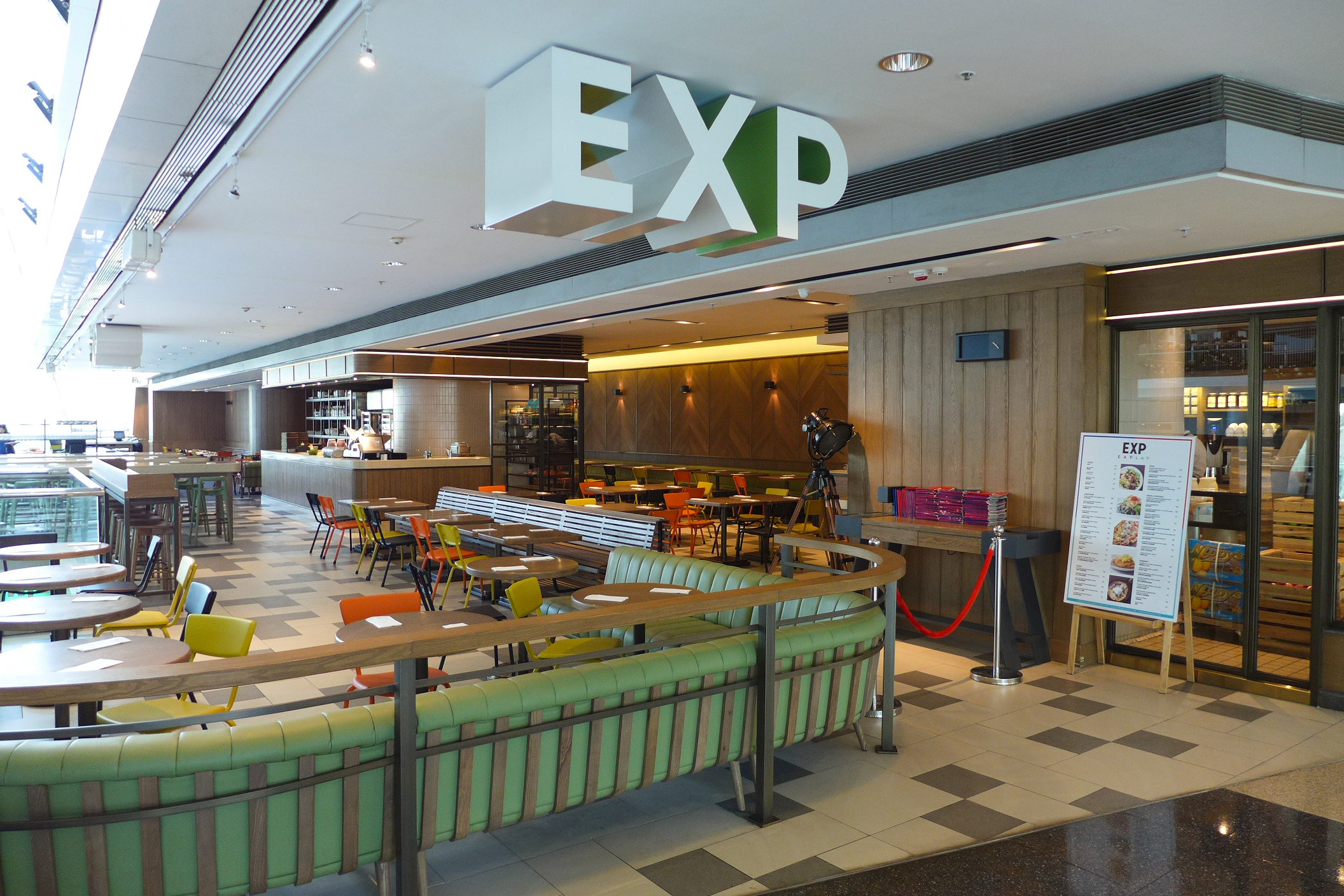
EXP又一城店

### 品牌
- 糕點店
  - 美心西餅 Maxim's Cake
  - 美心烘培所 Maxim's Cake Lab
  - 香港迪士尼樂園 市集餅店（Market House Bakery）
  - 東海堂
  - simplylife
- 東海堂 アローム CAFE
  - URBAN
    - Bakery Works
    - bake & take
    - CAFE COMMUNE

  - PAPER STONE BAKERY 培佰私烘
  - Homebake
- 中国菜
  - 粵菜
    - 翠園
    - 美心皇宮
    - 映月樓
    - 八一漁八
    - 翠玉軒
    - 八月花
    - 香港迪士尼樂園 廣場飯店（Plaza Inn）
    - 美心．翠園
    - 八月翠園
    - 翠園 x 茶茶居

  - 潮菜
    - 潮江春
    - 潮庭
    - 鵝鹵宮

  - 京川滬湘菜
    - 北京樓
    - 紫玉蘭
    - 美中．鴨子
    - 魚塘鴨子
    - 城中鴨子
    - Duckee 淂記
    - wellwellwell 、由三間店中店：「Auntie ĀYI」「REMEDY ME」及「BARHOUSE/TEAHOUSE」組成(新概念中菜店)
- 快餐
  - 美心MX
  - MX
  - 美心food²
  - can．teen
  - Deli-O
  - 美心快車（maxim's express）
  - 美心美食廣場（Maxim's Food Plaza)
- 茶餐廳
  - Bistrocity 城中館子
  - 香江冰室（Hong Kong Daily）
  - 美心香港地[79]
  - 葡點[79]
- m.a.x. concepts
  - &btR[79]
  - &tmr
  - &you[79]
  - CAFÉ LANDMARK
  - LUMI
  - simplylife BAKERY CAFÉ
  - simplylife[79] 星美樂 (深圳、廣州)
  - Thai Basil[79]
  - MINH AND KOK 明谷[79]
  - CaN LaH
  - EXP[79]
  - kikusan 吉谷舍[79]
  - MUSES
  - chapter[79]
- 日菜

- - 美心日膳（Japanese Chain Restaurants）
  - 丼丼屋 DONDONYA
  - 魚尚 UO-SHOW
  - 弁当日子 Bento Days
  - 受賞雞の唐揚專門店
  - 元氣壽司 Genki Sushi
    - 千両 Sen-ryo

  - 一風堂 IPPUDO
    - 五行 GOGYO

  - 帯広はげ天 OBIHIRO HAGETEN
    - 豚丼のぶたはげ（豚丼本家）

  - 魚治 UOHARU
  - 燒肉LIKE（焼肉ライク)
  - 燒肉 石田屋 Yakiniku Ishidaya
  - なかめのてっぺん中目黑
- 特許經營
  - Lawry's the Prime Rib
  - The Cheesecake Factory芝樂坊餐廳
  - COVA
  - Shake Shack(新加坡、泰國、香港、澳門、華東地區、華南地區)
  - 星巴克 Starbucks Coffee
- 機構餐務
  - Dutch Kitchen 醫院膳食服務
  - 原美（Hearty Meal）中小學餐盒服務
  - 南北小廚各大專院校膳食服務
  - Café Port Spot 葡點
  - 高薈美
  - 心薈美
- 台式飲品
  - CHA LONG 茶狼(全數獨立分店已經結業。不過品牌被保留於美心現場烘焙麵包店，例如美心烘焙所、Paper Stone Bakery、HOMEBAKE及URBAN發售飲品)
- 節日食品及嫁囍禮餅
  - 美心月餅
  - 美心冰皮
  - 美心賀年盛點
  - 美心家鄉靚粽
  - 美心臘味
  - 大師姐
- 即食食品
  - 美心快餐即食飯盒
  - 泰椰風 THAIFOON
  - 中華廚房
  - 美心生活（MX Life）

### 資產
- 美心（國際）有限公司
- 美心食品（廣州）有限公司
- 美心食品（江门）有限公司
- 香港美心發展（中國）有限公司
- 香港港滬航空食品有限公司
- 上海东航美心食品有限公司40%
- 江苏東航食品有限公司49%
- 宁波東航食品有限公司45%
- 甘肃东方航空食品有限公司45％
- 青島東方航空食品有限公司30％
- 大連機場航空食品有限公司48.96%
- 北方航空食品有限公司
- 香港北京航空食品有限公司45%
- 北京航空食品有限公司40%
- 北京航食餐饮管理有限公司100%
- 海南航空食品有限公司49%
- 西南航空食品有限公司40%
- 深圳航空食品有限公司29.90%
- 綠楊樓有限公司
- 葉浦都有限公司（Ramen Concepts Limited）
- 葉浦都餐飲管理（深圳）有限公司
- 葉浦都餐飲管理(上海)有限公司（持有一風堂上海經營權）
- 利满美餐饮（上海）有限公司
- Shake Shack (Hong Kong) Limited
- Coffee Concepts HK Ltd
- COVA Caffe Ristorante
- Japanese Dining Concepts(Asia)Limited 75%（持有元氣壽司東南亞經營權）
- 美心星巴克咖啡（澳門）有限公司
- Coffee Concepts (Thailand)64%股權（持有泰國星巴克）
- 卓聯亞洲有限公司（持有芝樂坊餐館）
- 上海美实食品工业发展有限公司55％
- 广州美新食品工业发展有限公司70％
- 知美屋食品有限公司
- 星光行2010年前曾購入樓上部份樓面作自用開設食肆用途

### 食物工廠

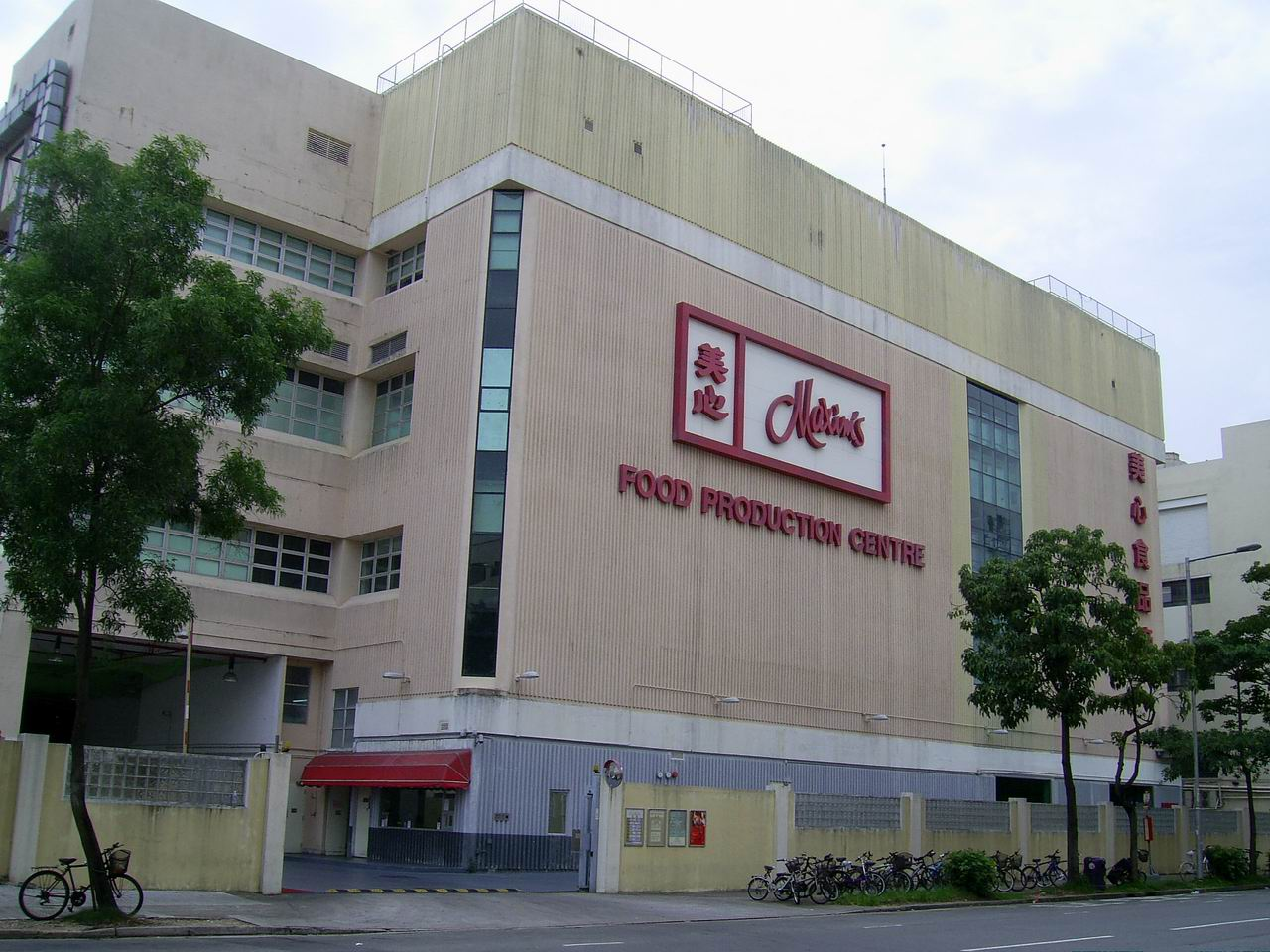
位於香港大埔創新園大富街的美心食品廠

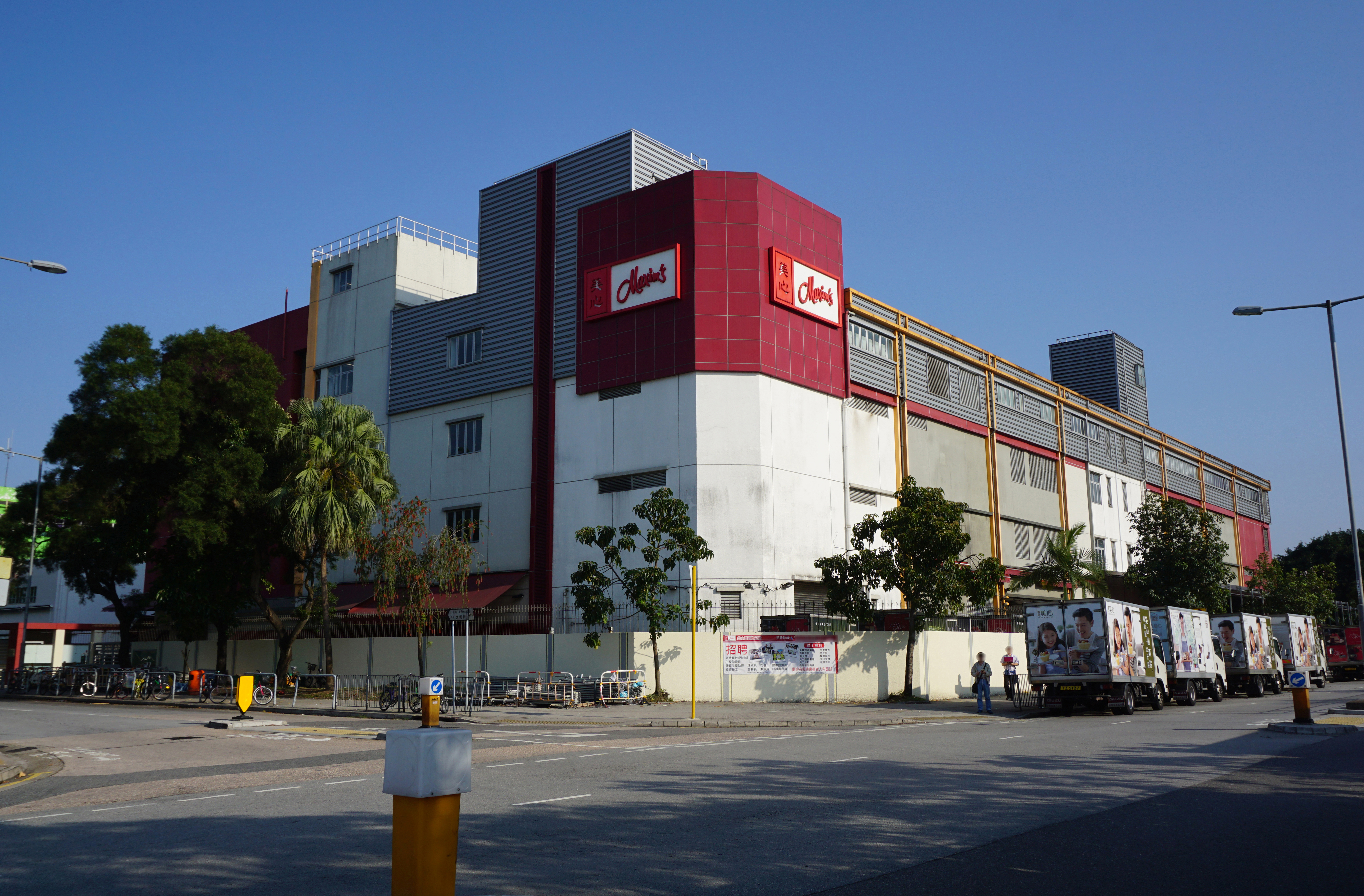
大埔創新園大利街美心食品廠二廠

- 九龍長沙灣長順街17號（2012年元旦停止運作）
- 大埔創新園大利街
- 大埔創新園大富街
- 大埔創新園大順街

## 爭議事件

### 問題食品事件
2007年2月，年三十，有市民向報章投訴美心年糕一度缺貨，美心指物流運輸有誤，延長換領期至年初三，及接受退款或換領其他產品。年初二，有報章接到市民投訴吃美心MX盆菜後感到不適，但經急症室醫生臨床診斷後，判斷不屬食物中毒個案，但美心已向不適顧客慰問及賠償；年初四，有市民向報章投訴美心蘿蔔糕在未過食用期限前發霉，相信與新年期間炎熱天氣有關，美心接受顧客攜同不滿意年糕產品換領其他產品。
2008年10月，藍灣廣場美心大酒樓馬拉糕被食物安全中心驗出三聚氰胺超標，全線即時停售，及後重驗證明並無超標。
2014年台灣劣質油品事件影響了對岸的美心集團。9月5日，香港食物環境衛生署食物安全中心發現美心西餅曾使用通稱為「強冠豬油」的台灣強冠企業股份有限公司所生產“全統香豬油”製造菠蘿包。其後，該商戶將涉事商品下架。而在广州美心西饼店里，菠萝包则正常销售。据店员介绍，广州的美心西饼店的产品均由深圳的美心食品公司生产，对香港美心使用“全统香猪油”事件不知情。日後，美心集團於9月8日就使用“全統香豬油”事件發表聲明，向受影響的香港市民致歉。

### 大埔工場發生意外
2014年8月29日晚上11時許，大埔大富街美心食品產品廠內廠房地下的雜物回收房，有外判燒焊工人在維修外置回收斗時，疑火花燒着附近雜物，冒出的濃煙觸動廠房火警鐘大鳴，消防處接報到場，開喉約廿分鐘後將火救熄。期間，近百名身穿白袍及戴髮帽的工人疏散撤離。消防調查後，認為火警無可疑，雜物回收房部分焚毀。工人在火熄後返回廠房繼續工作。
2021年5月11日，58歲一名男員工在工作期間被發現暈倒，送院後證實不治。工業傷亡權益會質疑美心由事發至今逾一日，仍未聯絡家屬交代事件經過。

### 捲入反對逃犯條例修訂草案運動的爭議

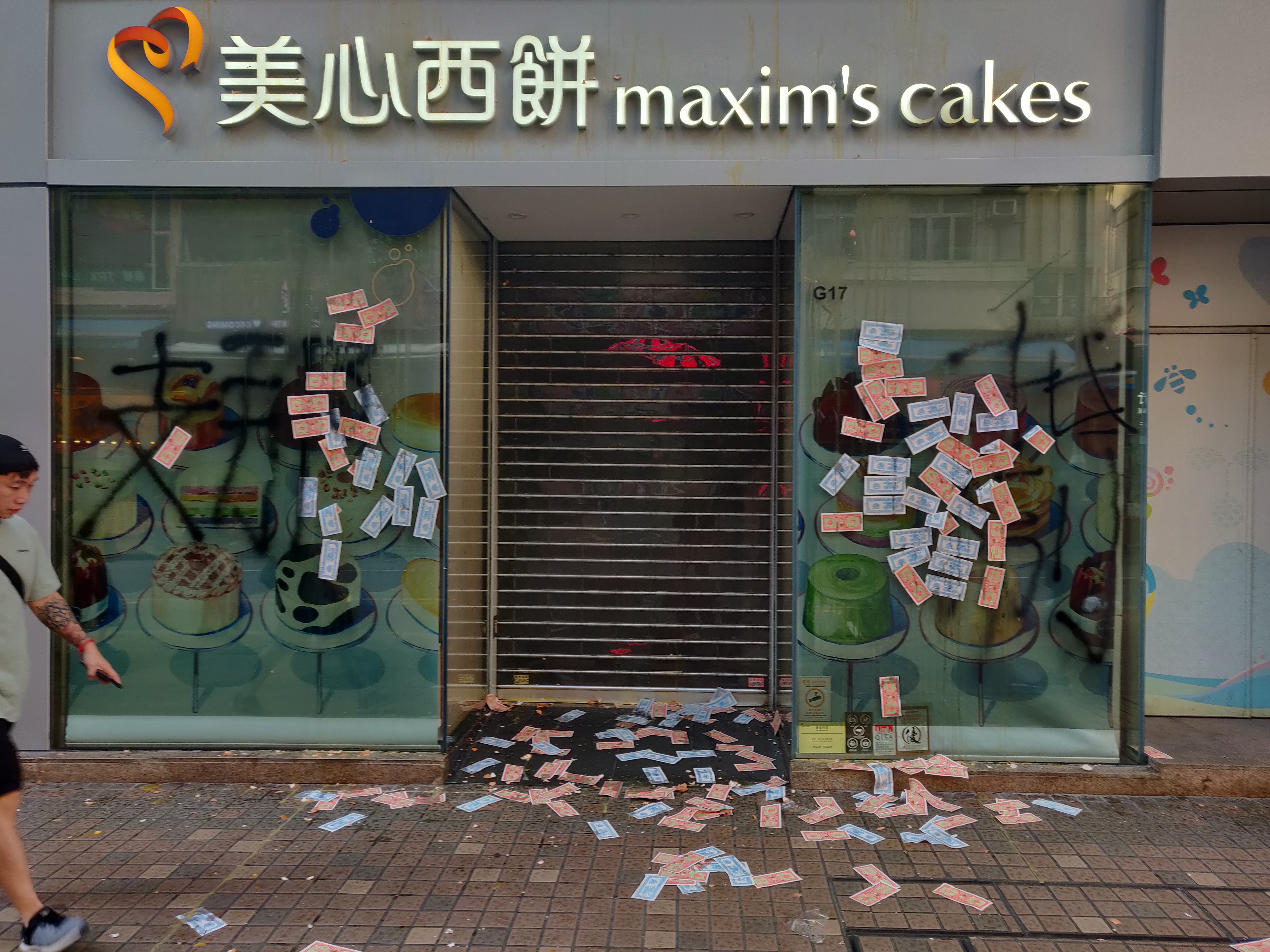
2019年10月1日，美心西餅被示威者塗鴉和貼上紙溪錢

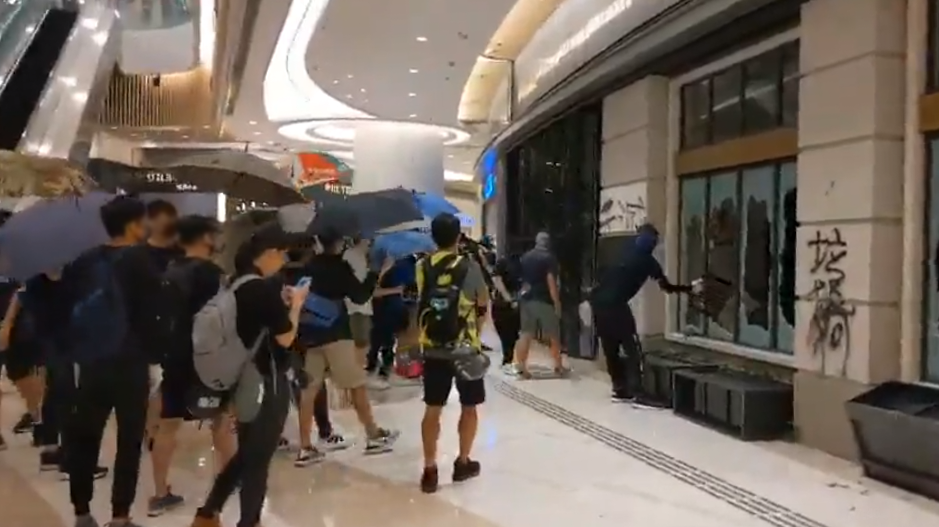
2019年10月7日，示威者破壞位於將軍澳Popcorn商場，並屬於美心集團旗下的食肆simplylife

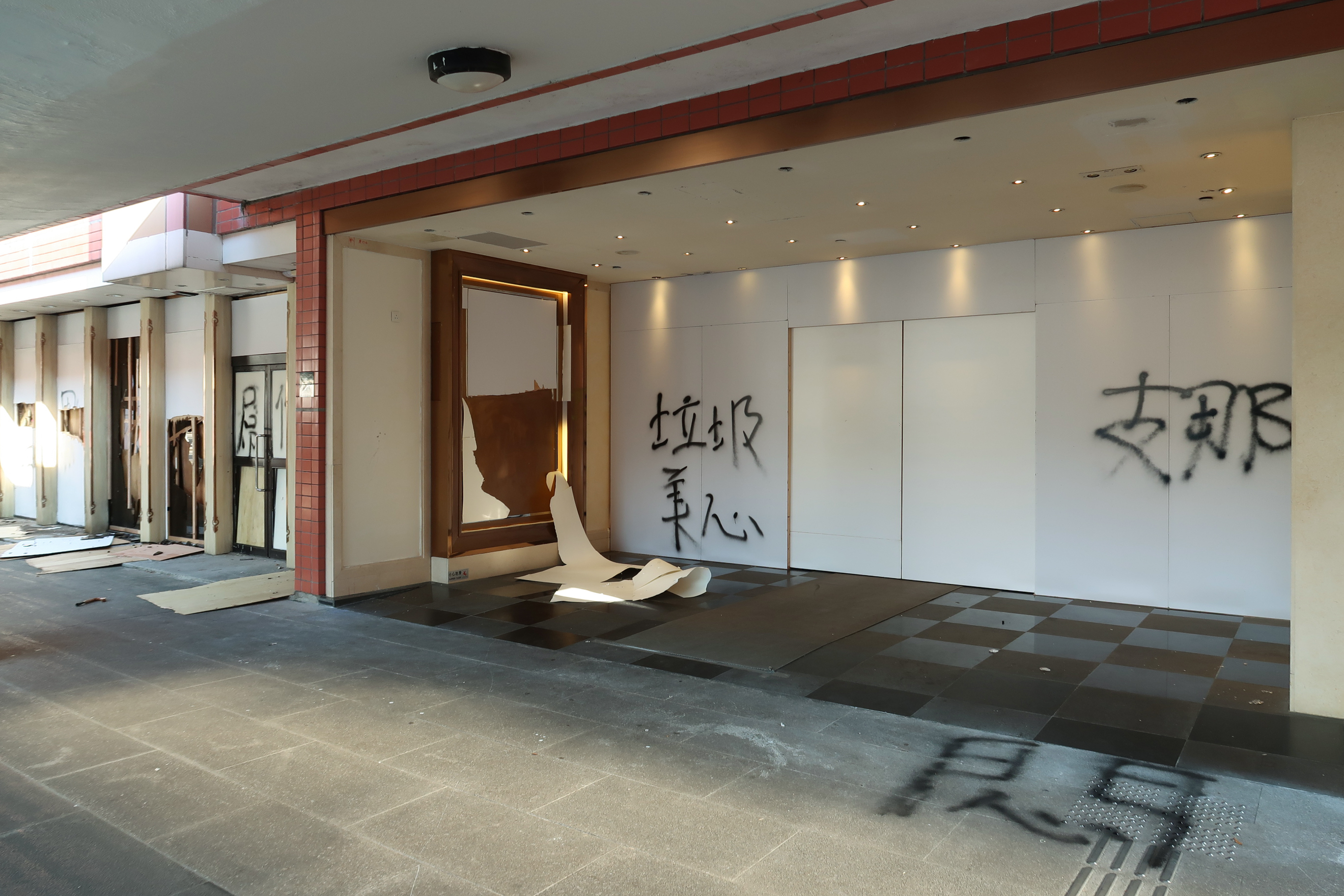
2019年11月10日，沙田大會堂美心皇宮外牆被示威者塗鴉

香港各界婦女聯合協進會派出主席何超瓊和監察顧問伍淑清於2019年9月10日出席聯合國人權理事會會議，發表演講批評反對逃犯條例修訂草案運動的反修例示威者，稱示威者的意見並不代表所有香港人，伍淑清又於11月4日接受中共黨媒《環球時報》訪問時宣稱香港已經失去兩代人及放棄年輕人。
美心由伍舜德及伍沾德兄弟創辦，伍淑清是二房伍沾德的長女（現任美心董事會主席兼董事總經理伍偉國的堂姑姐），因而有示威者不滿伍淑清的言論而「遷怒」於美心，發起抵制美心旗下食肆。
美心其後發表聲明指伍淑清並沒有參與公司的管理，亦沒有擔任任何職務，加上伍淑清本人亦只是間接持有0.17%的美心股權，但針對美心的杯葛活動仍未平息。9月29日部分示威者到又一城多家食肆門外抗議，9月下旬至10上旬，在香港多間由美心經營的食肆被激進示威者大肆破壞。專欄作家周顯認為，抵制美心對小股東伍淑清不會起作用，而大股東怡和集團也不會為了美心的業務而改變。徐俊文認為最受影響的是美心的員工。李鴻彥指伍淑清在美心可以說是完全沒有話事權，卻被外界當作美心代言人，反而真正掌舵的伍偉國（伍舜德長子伍威廉的兒子）卻無人認識。
雖然伍淑清常被外界稱為「美心太子女」，惟她早已離開管理層，但持有小量美心股份（詳見目錄「主要股東」部份）。香港食品派發2018年股息每股1.3萬港元，伍淑清透過直接及間接持股合共分得股息457.6萬港元，然而美心在同期的收入卻達過十億港元，而單是大房伍舜德遺孀馬蘭芳便直接持有香港食品2,390股，佔7.97%的股份。有評論猜測，導致美心陷入是次災難的原因涉及家族內鬨，伍淑清因為不滿美心被交由大房伍舜德的後人掌控，於是作為美心當前掌舵人伍偉國堂姑姐的她不顧公司的聲譽，多次發表火上加油的言論激起群眾的情緒，導致美心遭杯葛及店鋪被蓄意破壞。持有美心五成股份的牛奶國際在2020年年3月發出新聞稿中表示，受香港社會持續動盪影響，美心的業績貢獻由2018年度的1億零5百萬美元，降至2019年度的8200萬美元，惟受惠於收購泰國星巴克業務，美心在2019年內的整體營業額仍錄得4%的增長。
2020年7月，一名20歲男子承認刑事毀壞罪，案情指他於2019年12月26日用腳踢翻朗豪坊星巴克咖啡店貨架令多個杯子碎裂，被裁判法院判罰240小時社會服務令。2020年10月，16歲男生因涉及2019年12月15日沙田新城市廣場潮庭酒樓被破壞事件，承認刑事毀壞、管有物品意圖摧毀或損壞財產（保管或控制兩罐液態化石油氣，其中一罐連接着一把液態化噴火槍），及無牌管有無線電通訊器材等多項控罪，被裁判法院判入更生中心。2021年8月，6人因在2019年12月25日，於葵芳新都會廣場元氣壽司門外叫喊口號及阻止店鋪落閘，被控非法集結罪成，1人被判入教導所、2人被判入勞教中心、3人被判監禁4個月。2022年6月，兩名少年因在2020年8月破壞將軍澳廣場東海堂的收銀機顯示屏，在區域法院承認刑事損壞罪，分別被判入更生中心及勞教中心。

## 外部連結
- 美心集團官方網站 （页面存档备份，存于）